# 戊辰戦争

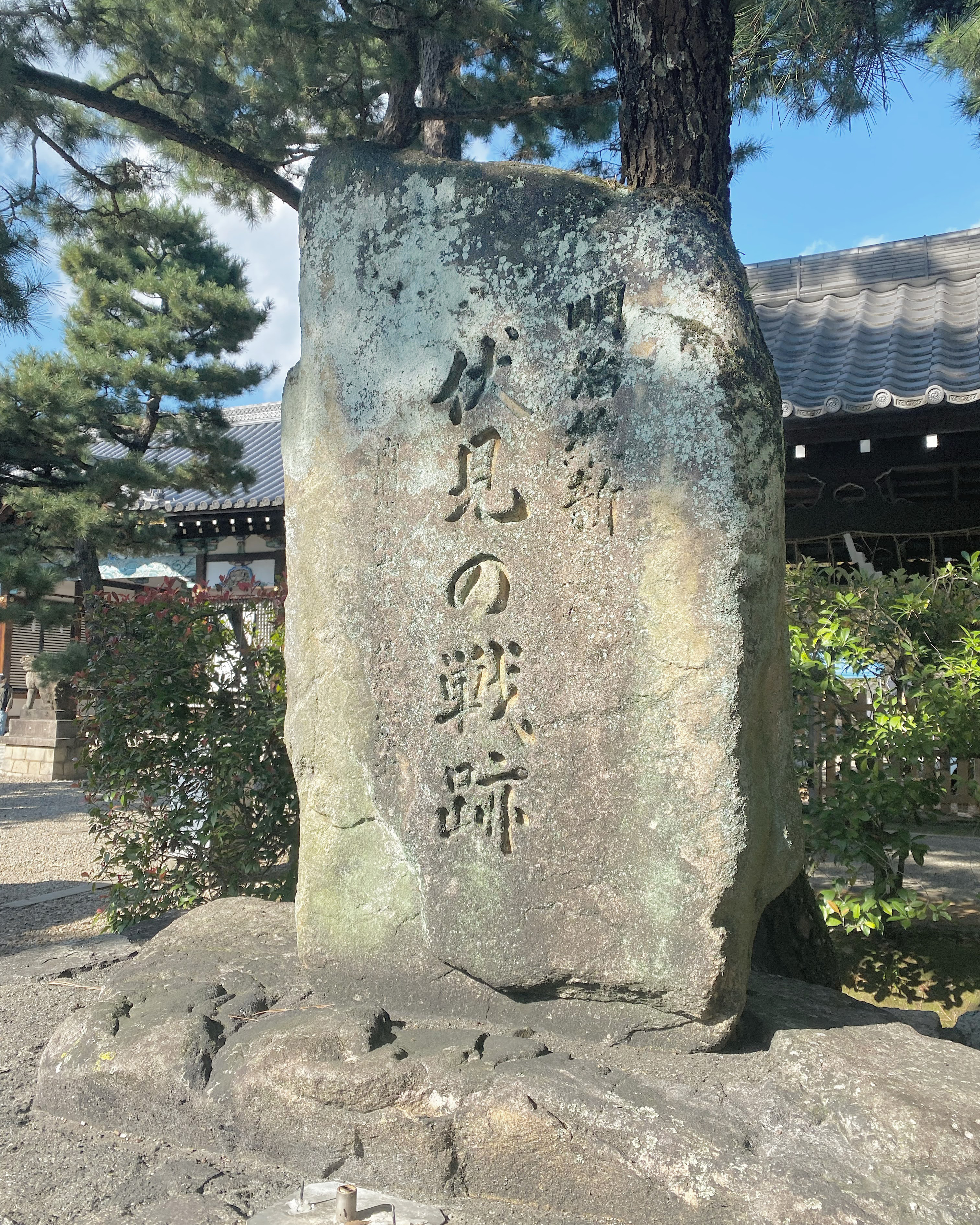
明治維新・伏見の戦跡碑（佐藤栄作書）

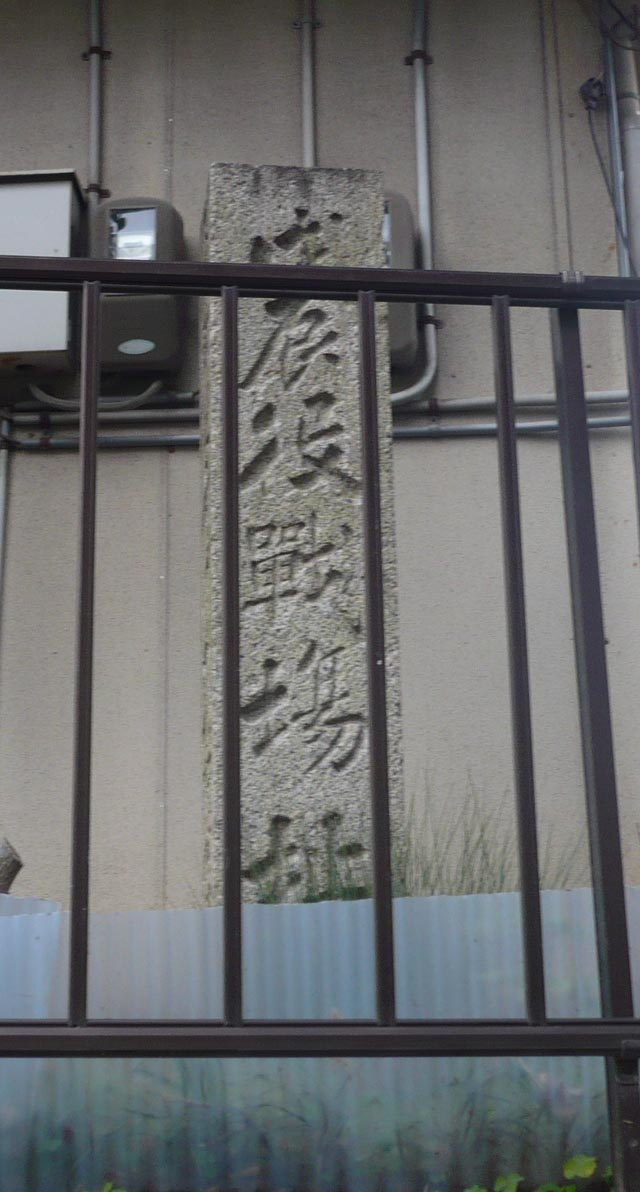
戊辰戦場址碑

戊辰戦争（ぼしんせんそう、慶応4年 / 明治元年〈1868年 〉- 明治2年〈1869年〉）は、王政復古を経て新政府を樹立した薩摩藩・長州藩・土佐藩等を中核とする新政府軍と、旧幕府軍・奥羽越列藩同盟・蝦夷共和国（幕府陸軍・幕府海軍）が戦った日本近代史上最大の内戦。名称の由来は、慶応4年・明治元年の干支が戊辰であることからきている。
新政府軍が勝利し、国内に他の交戦団体が消滅したことにより、欧米列強は条約による内戦への局外中立を解除した。これ以降、明治新政府が日本を統治する合法政府として国際的に認められた。
以下の日付は、断りのない限り旧暦で記す。

## 概要
戊辰戦争は研究者によって次のように規定されている。
- 日本の統一をめぐる個別領有権の連合方式と、その否定および天皇への統合を必然化する方式との戦争（原口清）[5]
- 将来の絶対主義政権を目指す天皇政権と徳川政権との戦争（石井孝）[6]

石井はさらにこれを次の三段階に分けた。
1. 「将来の絶対主義的全国政権」を争う天皇政府と徳川政府との戦争（鳥羽・伏見の戦いから江戸開城）
2. 中央集権としての面目を備えた天皇政府と地方政権・奥羽越列藩同盟（遅れた封建領主の緩やかな連合体）との戦争（東北戦争）
3. 封禄から離れた旧幕臣の救済を目的とする、士族反乱の先駆的形態（箱館戦争）

この内戦において、欧米などの諸外国は局外中立の立場であったが、フランスのレオン・ロッシュ公使などが個人的に旧幕府側を支援、一方、駐日英国公使館の通訳官であるアーネスト・サトウが日本の政権を「将軍」から「諸侯連合」に移すべきと提唱する論文『英国策論』を新聞発表するなど、一部で中立に反する動きが見られた。また、イギリスのトーマス・ブレーク・グラバーやプロイセンのスネル兄弟など欧米の武器商人も戦争に乗じ、新政府・旧幕府の双方に武器を売却した。
戊辰戦争開始までの経緯および個々の事象については、幕末、明治維新、および個々の語句を参照。

## 鳥羽・伏見の戦い

### 開戦に至る経緯
四侯会議の崩壊以後、薩摩藩は長州藩と共に武力倒幕を志向するようになり、朝廷への工作を活発化させた。慶応3年（1867年）10月13日、14日に討幕の密勅が薩摩と長州に下される。
これを受け、西国と東国で同時挙兵する構想が練られた。
しかし、10月14日に江戸幕府第15代将軍・徳川慶喜は日本の統治権返上を明治天皇に奏上、翌15日に勅許された（大政奉還）。『討幕の実行延期の沙汰書』が10月21日、薩長両藩に対し下され、討幕の密勅は延期となった。既に大政奉還がなされて幕府は政権を朝廷に返上したために討幕の名分が立たず、薩摩側も東国に於ける挙兵の中止命令を江戸の薩摩藩邸に伝えざるを得なかった。慶喜は10月24日には征夷大将軍職の辞任も朝廷に申し出る。朝廷は上表の勅許にあわせて、国是決定のための諸侯会議召集までとの条件付ながら緊急政務の処理を引き続き慶喜に委任し、将軍職も暫時従来通りとした。つまり実質的に「大政奉還」は空文と化し実質として慶喜による政権掌握が続くこととなった。慶喜の狙いは、公議政体論のもと徳川宗家が首班となる新体制を作ることにあったと言われる。
土佐藩士・乾退助（板垣退助）は、神武肇国の基に戻す王政復古（皇権回復論）を唱え、大政奉還が空文化し幕府体勢が維持されることを懸念して、後藤象二郎らの献策による公議政体論に真っ向から反対した。（皇権回復論は後に自由民権運動に帰結する）
しかし、土佐藩の最高指導者である山内容堂は「退助また暴論を吐くか」と笑って取り合わず、徳川恩顧の上士の中で大政奉還論が主流を占めると、過激な武力討幕論は遠ざけられ、反対意見を貫いたことで乾は全役職を剥奪され失脚した。
さらに、予定された正式な諸侯会議の開催が難航。雄藩5藩（薩摩藩、越前藩、尾張藩、土佐藩、芸州藩）は、業を煮やして12月9日に朝廷に働きかけ、公家・岩倉具視の奏上により明治天皇が王政復古の大号令を煥発した。その内容は、幕府廃止と新体制樹立を宣言したもので、新体制による朝議では、薩摩藩の主導により慶喜に対し内大臣職辞職と幕府領地の朝廷への返納を決定し（辞官納地）、禁門の変以来、京都を追われていた長州藩の復権を認めた。こうして、禁門の変で孝明天皇がいる京都御所に向かって砲撃し、朝敵の宣告を受けていた長州藩主・毛利敬親は、明治天皇により朝敵の認定を解除された。
慶喜は辞官納地を拒否したものの、表向きは「恭順し配下の暴発を抑えるため」と称し、二条城から大坂城に移った。しかし、実際には経済的・軍事的に重要拠点である大坂を押さえ、その後の政局において幕府側が優位に立とうと策略したと見られる。さらに12月16日、慶喜は各国公使に対し王政復古を非難、条約の履行や各国との交際は、天皇ではなく自らの権限下にあると宣言。新政府内においても山内容堂（土佐藩）・松平春嶽（越前藩）ら公議政体派が盛り返し、徳川側への一方的な領地返上は撤回され（新政府の財源のため、諸侯一般に経費を課す名目に改められた）、年末には慶喜が再上洛の上、議定へ就任することが確定するなど、乾らが憂慮した通り辞官納地は事実上骨抜きとなりつつあった。
薩摩御用盗の出現

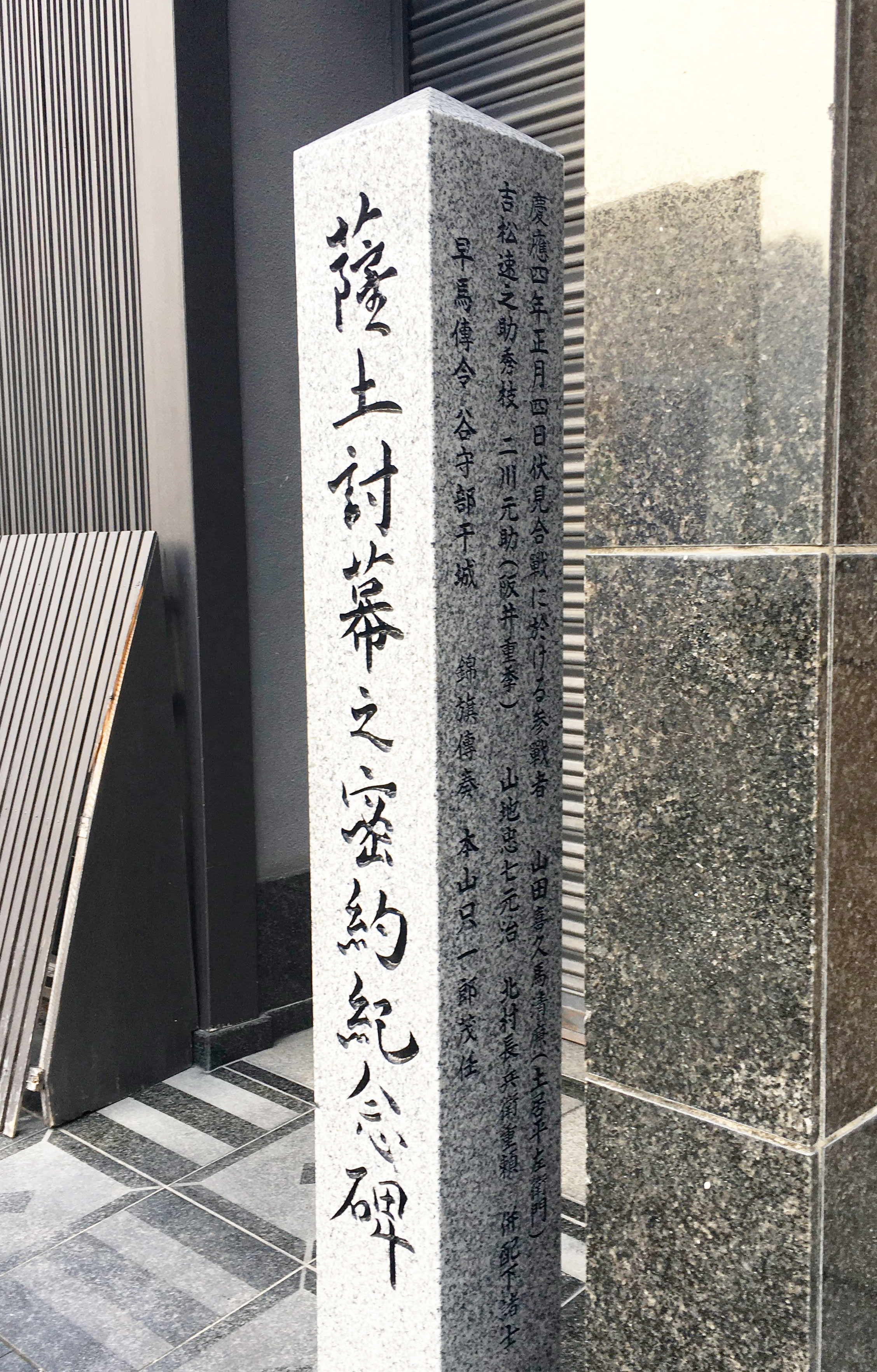
「薩土討幕之密約紀念碑」。密約締結の前段階となった京都近安楼での会見記念。東山区（祇園）。

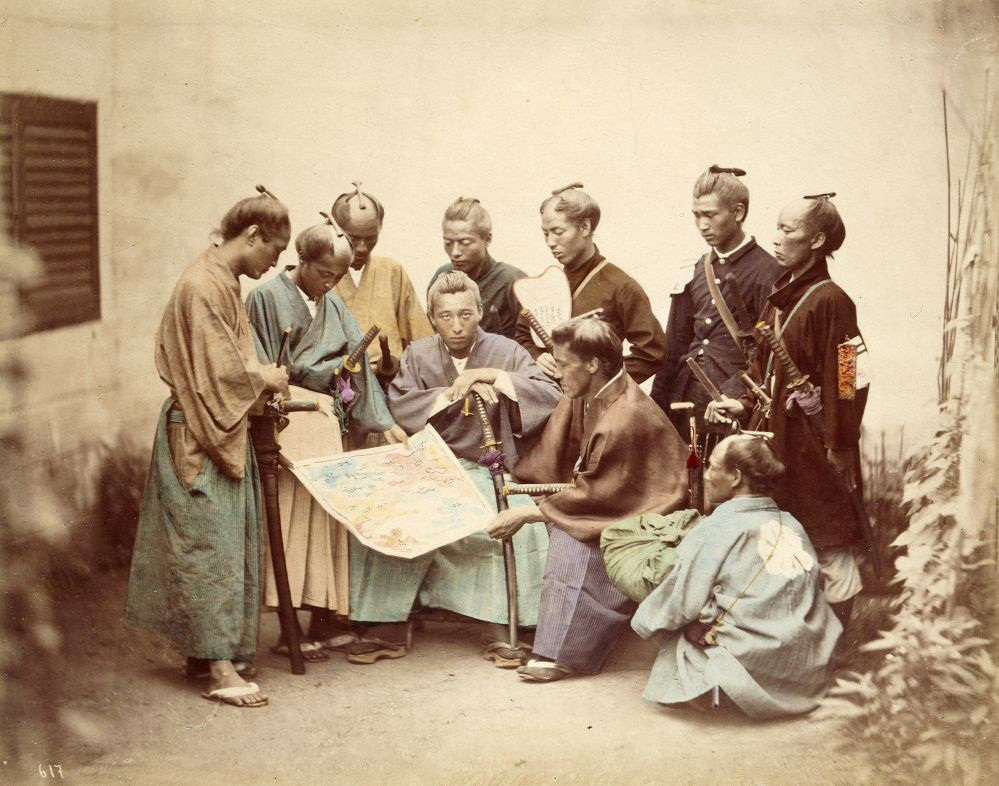
戊辰戦争中の薩摩藩士。（着色写真、フェリーチェ・ベアト撮影）

旗本・御家人を中心とする幕臣や佐幕派諸藩を挑発するため、薩摩藩士・西郷隆盛らは江戸において、はじめ乾が土佐藩邸に匿い、のち薩土討幕の密約に基づき三田の薩摩藩邸に移管していた中村勇吉、相楽総三ら勤王派浪士達を用い、出流山をはじめとする関東各地での挙兵や江戸の撹乱作戦を開始した。毎夜のように、鉄砲までもった無頼の徒が徒党を組んで江戸の商家に押し入った。日本橋の公儀御用達播磨屋、蔵前の札差伊勢屋、本郷の高崎屋といった大店が次々と襲われ、家人や近隣の住民が惨殺されたりした。そして、下手人たちは必ず薩摩藩邸に逃げ込んだ。
江戸の市民はこの浪士集団を「薩摩御用盗」と呼んで恐れ、夜の江戸市中からは人が消えたという。薩摩藩邸を根城としていた浪士集団、後の赤報隊は、総勢500名ほどとされ、そのうちの多くは、金で買われた文字通りの、人別帳からも外された無頼の徒であり、強盗、殺戮、放火などを好んでやるような輩であった。
幕府は庄内藩に江戸市中取締を命じたが、時の政治状況をわきまえ、浪士を刺激しないようにした。そのため、活動は益々激化し、江戸だけでなく、下野、相模、甲斐といった周辺地域まで拡大していった。
12月23日には江戸城西ノ丸が焼失。これは薩摩と通じた奥女中の犯行と噂された。同日夜、江戸市中の警備にあたっていた庄内藩の巡邏兵屯所への発砲事件が発生、これも同藩が関与したものとされ、ついに老中・稲葉正邦は庄内藩、岩槻藩、鯖江藩などから成る幕府軍を編成し、江戸の薩摩藩邸を襲撃させる。
12月25日、幕府軍は三田の薩摩藩邸を包囲、薩摩藩が下手人の引き渡しを拒否したのを受けて、薩摩藩邸を砲撃した（江戸薩摩藩邸の焼討事件）。この事件の一報は、江戸において幕府側と薩摩藩が交戦状態に入ったという解釈とともに、大坂城の幕府首脳のもとにもたらされた。
一連の事件は大坂の旧幕府勢力を激高させ、勢いづく会津藩、桑名藩らの諸藩兵を慶喜は制止することができなかった。
慶喜は朝廷に薩摩藩の罪状を訴える上表（討薩表）を提出、奸臣たる薩摩藩の掃討を掲げて、配下の幕府歩兵隊・会津藩・桑名藩を主力とした軍勢（総督・大多喜藩主松平正質）を京都へ向け行軍させた。

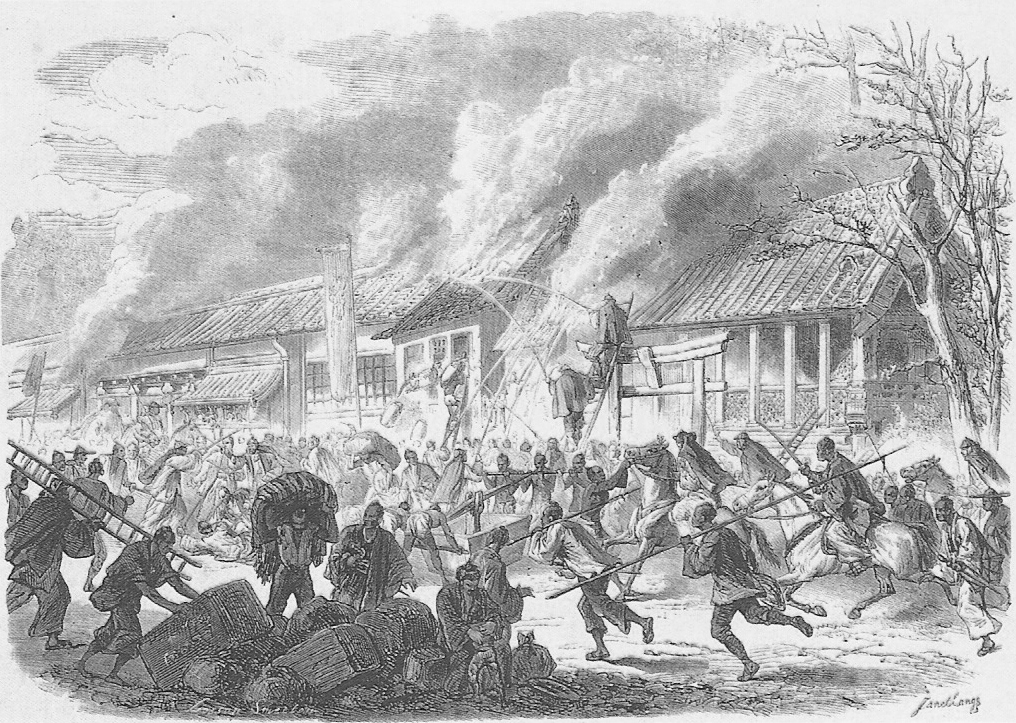
江戸薩摩藩邸の焼討事件の図。週刊誌イリュストラシオンに掲載。

### 戦闘の勃発

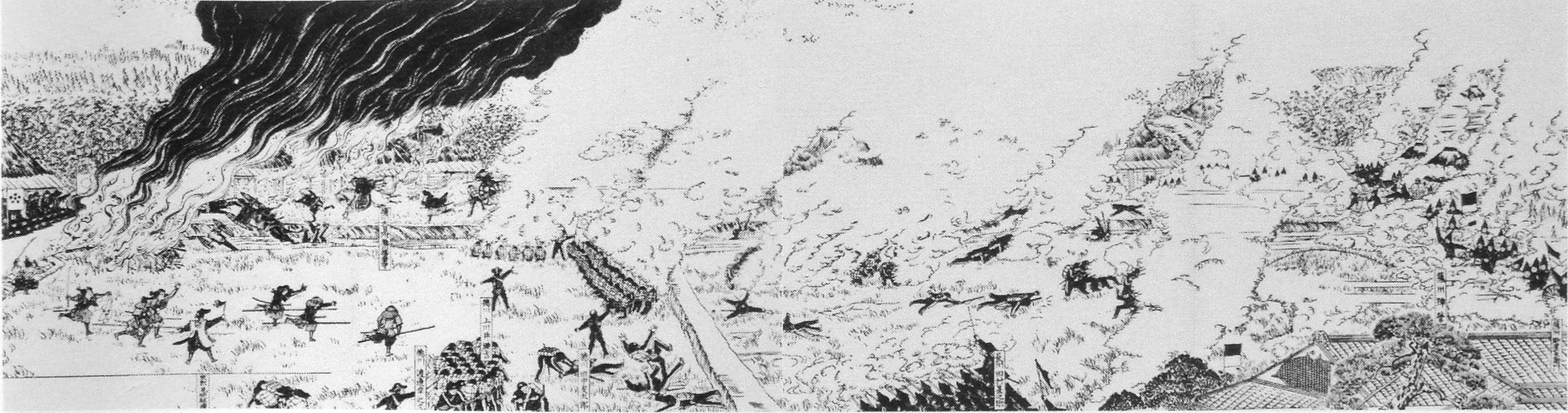
小枝橋にて激突する旧幕府軍と新政府軍。絵の左側に旧幕府軍の日の丸と桑名藩の九曜紋、右側に薩摩藩の旗 、右下に長州藩の旗 が見える。

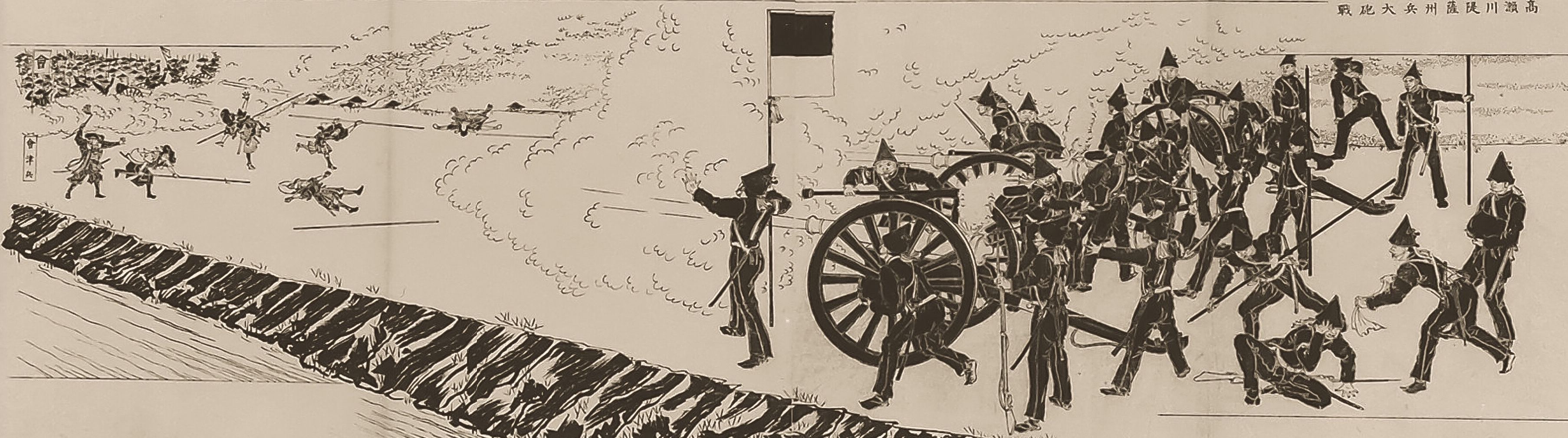
『戊辰戦記絵巻（前篇）』における鳥羽・伏見の戦いの様相。

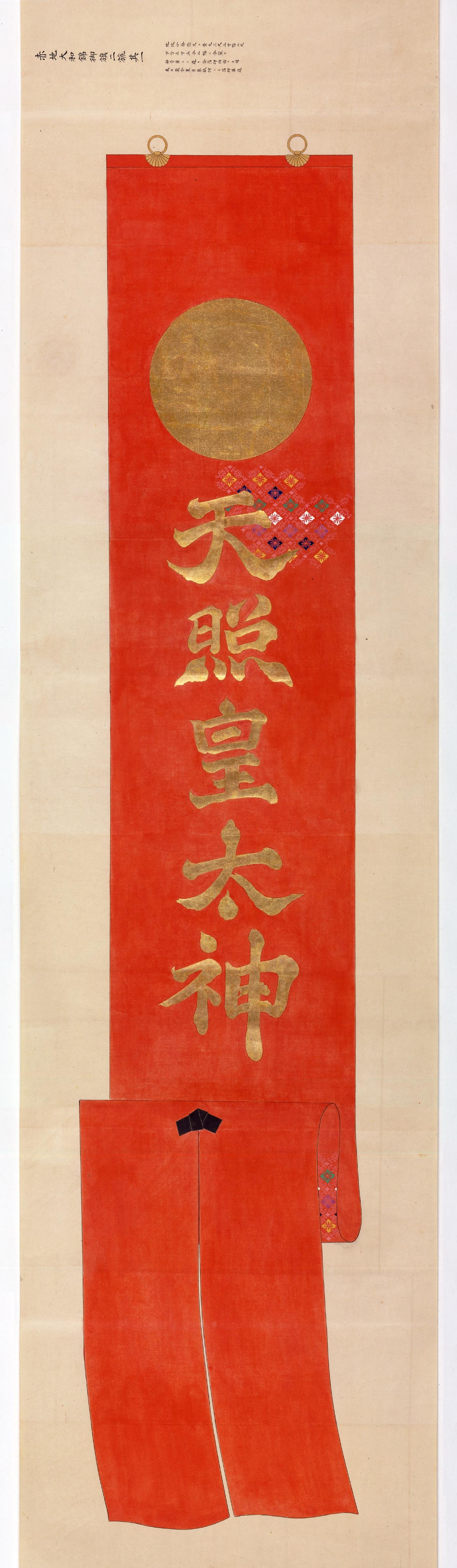
戊辰戦争で新政府軍が用いた錦旗（錦の御旗）の模写図。

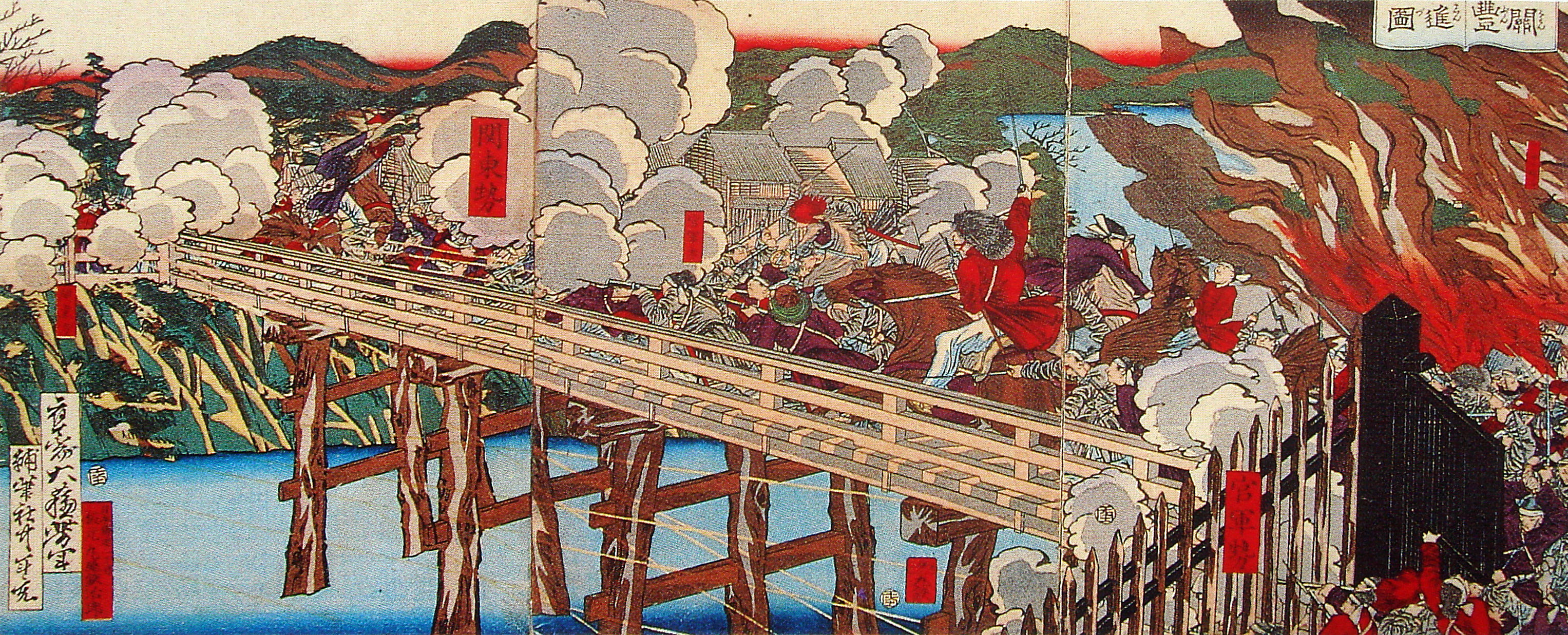
豊後橋で発生した戦闘

慶応4年（1868年）1月2日夕方、幕府の軍艦2隻が、兵庫沖に停泊していた薩摩藩の軍艦を砲撃、事実上戦争が開始される。翌3日、慶喜は大坂の各国公使に対し、薩摩藩と交戦に至った旨を通告し、夜、大坂の薩摩藩邸を襲撃させる。藩邸には三万両余りの軍資金が置かれていたが、藩士・税所篤が藩邸に火を放った上でこれを持ち出し脱出したため、軍資金が幕府の手に渡ることはなかった。同日、京都の南郊外の鳥羽および伏見において、薩摩・長州藩によって構成された新政府軍と旧幕府軍は戦闘状態となり、鳥羽・伏見の戦いが開始された。
両軍の兵力は、新政府軍が約5,000人、旧幕府軍が約15,000人と言われている。新政府軍は武器では旧幕府軍と大差なく、逆に旧幕府軍の方が最新型小銃などを装備していたが、初日は緒戦の混乱および指揮戦略の不備などにより旧幕府軍が苦戦した。また、新政府が危惧していた旧幕府軍による近江方面からの京都侵攻もなかった。
翌1月4日も旧幕府軍の淀方向への後退が続き、同日、仁和寺宮嘉彰親王を征討大将軍に任じて錦旗・節刀を授け、薩摩・長州藩等の各兵を従わせる朝命が下り、ここに官軍が形成された。後に土佐藩も錦旗を賜り官軍に任ぜられた。
旧幕府勢力が賊軍と認知されるに及び、佐幕派諸藩は大いに動揺した。5日、藩主である老中・稲葉正邦の留守を守っていた淀藩は賊軍となった旧幕府軍の入城を受け入れず、旧幕府軍は淀城下町に放火しさらに八幡方向へ後退した。6日、旧幕府軍は八幡・山崎で新政府軍を迎え撃ったが、山崎の砲台に駐屯していた津藩が旧幕府軍への砲撃を始めた。旧幕府軍は山崎以東の京坂地域から敗北撤退し大坂に戻った。この時点では未だに総兵力で旧幕府軍が上回っていたが、6日夜、慶喜は自軍を捨てて大坂城から少数の側近を連れ海路で江戸へ退却した。慶喜の退却により旧幕府軍は戦争目的を喪失し、各藩は戦いを停止して兵を帰した。また戦力の一部は江戸方面へと撤退した。

### 鳥羽・伏見の戦いの影響

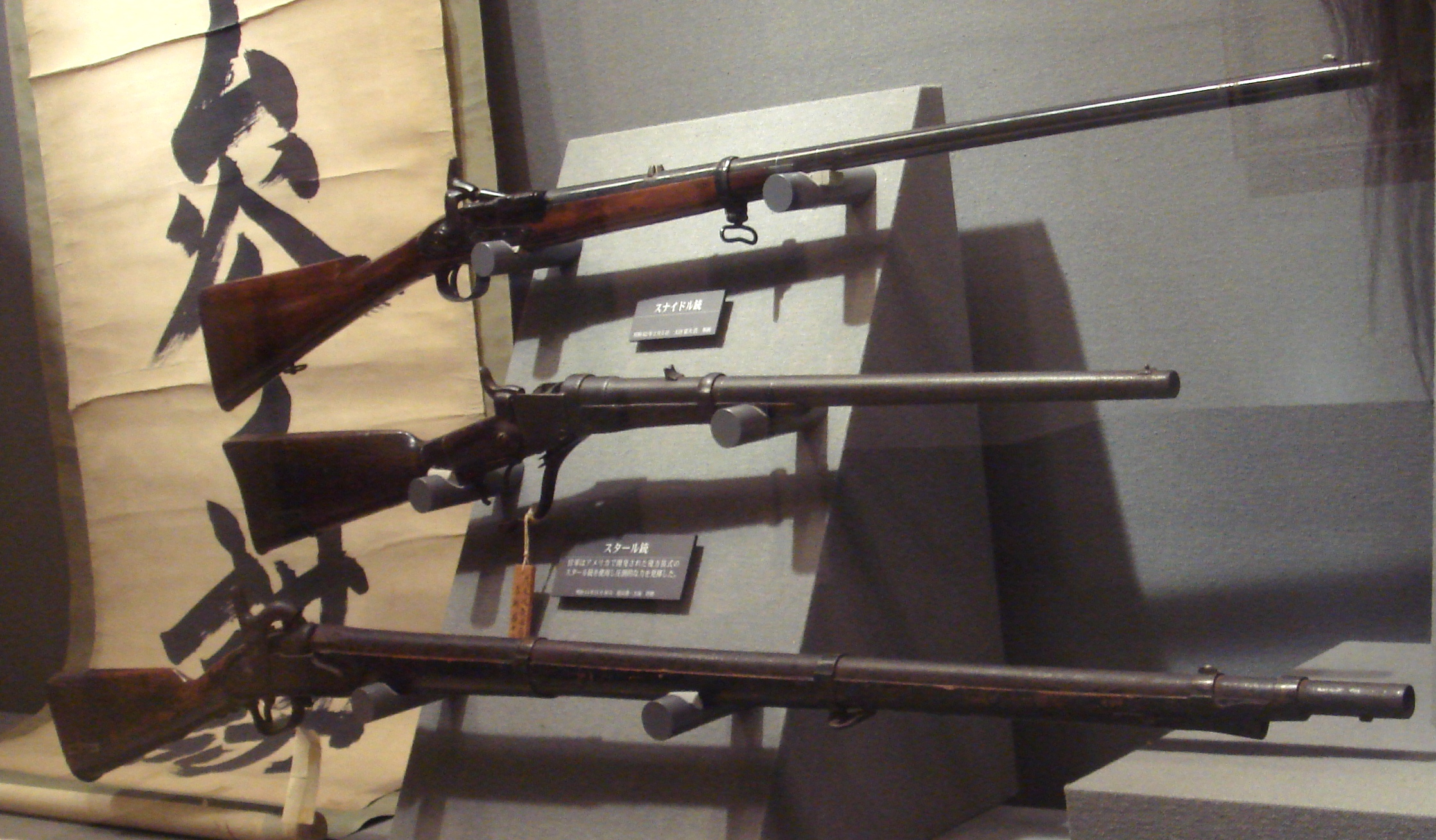
戊辰戦争の銃はスナイドル銃、スタール騎兵銃、ドライゼ銃

1月5日、山陰道鎮撫総督・西園寺公望および東海道鎮撫総督・橋本実梁が発遣された（西国及び桑名平定）。7日、慶喜追討令が出され、次いで旧幕府は朝敵となった。10日には藩主が慶喜の共犯者とみなされた会津藩・桑名藩・高松藩・備中松山藩・伊予松山藩・大多喜藩の官位剥奪と京屋敷没収、3月7日に姫路藩が追加された。また、藩兵が旧幕府軍に参加した疑いが高い小浜藩・大垣藩・宮津藩・延岡藩・鳥羽藩には藩主の入京禁止の処分が下され、これらの藩も「朝敵」とみなされた。ただし、大垣藩は1月10日の時点で藩主・戸田氏共が謝罪と恭順の誓約を出していたことから、13日に新政府軍（中山道総督）の先鋒を務めることを条件に朝敵から外す確約を与えられて4月15日に正式に解除、更には戊辰戦争の功によって賞典禄まで与えられている。なお、同藩の場合、新政府参与に同藩重臣（小原忠寛）がおり、彼のとりなしを新政府・大垣藩双方が受け入れたことが大きい。
11日には改めて諸大名に対して上京命令が出された。これはそれまでの諸侯による「公平衆議」の開催を名目にした上京命令とは異なり朝敵とされた「慶喜追討」を目的としていた。これによって新政府はこれまで非協力的な藩に対して、恭順すれば所領の安堵などの寛大な処分を示す一方で、抵抗すれば朝敵（慶喜および旧幕府）の一味として討伐する方針を突きつけることになった。特に西日本では慶喜討伐令と上京命令と鎮撫軍の派遣の報を立て続けに受けることになり、所領安堵と追討回避のために親藩・譜代藩も含めて立て続けに恭順を表明し、鳥羽・伏見の戦いに関わったとして「朝敵」の認定を受けた藩ですら早々に抵抗を諦めて赦免を求めることとなった。1月末には藩主が慶喜と共に江戸に逃亡した桑名藩ですら、重臣や藩士達が城を新政府軍に明け渡し、3月には近畿以西の諸藩は完全に新政府の支配下に入った。
1月、長州軍が大坂城を接収、大坂は新政府の管理下に入った。同日、東山道鎮撫総督に岩倉具定が任命された。11日、神戸事件が起こり条約諸国と新政府が対峙する。20日、北陸道鎮撫総督・高倉永祜が発遣され、21日、新政府軍は軍事基地兼役所として奈良に大和鎮台を設置した。そして諸国との交渉が成立し、条約諸国は25日に局外中立宣言を行い、日本は内戦状態と認定された。旧幕府が国際的に承認された政府としての地位を失った一方、朝廷もまた公式政権と見做されずにあった。2月には神戸事件に誘発される形で、土佐藩士による堺事件や、勤皇派によるパークス英公使襲撃事件も発生した。
近畿では幕府および旧幕府勢力は勢力を減じ、薩長を中心とする新政府がこれに取って代わった。また新政府の西国平定と並行して東征軍が組織され、東山道・東海道・北陸道に分かれ2月初旬には東進を開始した。

## 西国および東海北陸の状況
西日本では、新政府軍と佐幕派諸藩との間では福山藩（藩主・阿部正方の急逝により態度表明が遅れた）を除きほとんど戦闘が起きず、諸藩は次々と新政府に降伏、協力を申し出た。東海地方および北陸地方では尾張藩が勤皇誘引使を諸藩代官へおくり勤皇証書を出させ日和見的立場から中立化に成功した。これらの西国の藩に対し、銃兵と砲兵以外の騎士や弓槍兵、従者を禁止し、新政府の中央司令による軍事編成介入により一挙の近代軍化を強制して諸藩は従わざるを得なかった。

### 東海
鳥羽・伏見の戦直前の1月2日、新政府は近江方面から旧幕府軍に京都を挟み撃ちにされることを警戒して橋本実梁に大津防衛を命じて、先発として大村藩兵が3日に大津に入る。旧幕府軍は大津侵攻を回避したために京都を挟み撃ちにされる危険性が減少した5日、新政府は改めて橋本を東海道鎮撫総督に任じた。ところが、東海道沿いの佐幕藩として新政府に警戒されていた彦根藩がこの段階で尊王に藩論を転換させて大津防衛の援軍を派遣しており同藩への出兵の必要性がなくなったことから、9日には大津にて桑名藩の征討に移った。膳所藩・水口藩の協力もあって大津など南近江一帯が新政府の掌握下に置かれると、本格的な東進が開始され、22日に四日市に東海道軍が到着すると桑名藩は戦わずに開城した。藩主の座から追われた松平定敬は国許には帰らず箱館まで戦争を続けた。尾張藩では20日、藩主の父・徳川慶勝の「朝命により死を賜る」との命により御年寄列・渡辺在綱を含む3重臣および11藩士が処刑されるという青松葉事件が起き、藩論は尊王に一本化された。2月になると東海道鎮撫総督は東海道先鋒総督兼鎮撫使と改められて東進を開始。東海道最大の雄藩である尾張藩が東海道の諸藩、代官、旗本領へ勤王誘引使を送り、勤王証書を提出させ2月末までに小田原藩以西の全ての藩が恭順。国学者のネットワークから遠江、駿河で報国隊も結成された。大きな混乱もなく駿府に進むがここで資金不足が露呈する。

### 東山道（中山道）
1月9日、岩倉具定が東山道鎮撫総督に任じられ、21日に京都を出発した。なお、大垣藩は鳥羽・伏見の戦いでは旧幕府軍に属していたが、直後に新政府に対して異心が無いことを表明して東山道軍の先鋒となっている。東山道（中山道）筋の諸藩は定府大名が多く、江戸の居住そのものが旧幕府への加担としての疑惑を持たれたことから、沿道諸藩は対応に苦慮した。だが、多くの藩では国元では抵抗を行わず、藩主が鎮撫総督に恭順の意思を示したことで一旦下された謹慎や所領没収などの処分は解除されている。むしろ、北関東に入ると、諸藩への対応よりも同地において発生した世直し一揆などの動きへの対応に迫られることになった。

### 北陸道
北陸道鎮撫総督の高倉は小浜藩の酒井忠禄を先鋒として越前、加賀、能登、越中、越後と日本海側を北上した。

### 丹波・山陰道
すでに鳥羽・伏見の戦中の1月5日、新政府は西園寺公望を山陰道鎮撫総督に任じて薩摩・長州藩兵を添えて丹波に進軍させていた。これは佐幕派の丹波亀山藩の帰順および鳥羽・伏見に敗戦した場合の退路の確保を目的としたものだったが、園部藩・篠山藩・田辺藩・福知山藩などが次々と新政府軍に降伏。そのまま丹後に入り宮津藩を開城させたのち、因幡を通って出雲に進み、2月下旬には佐幕派の松江藩をも降伏させ、山陰を無血で新政府の傘下に従えた。

### 四国の状況
公議政体派から勤皇を旨とする武力討幕派へ藩論を統一した土佐藩士・板垣退助の迅衝隊を主力部隊として、丸亀藩・多度津藩が協力して、讃岐の旧幕府方高松藩に進軍。戦意を喪失した高松藩側が家老2名に切腹を命じ、正月20日に降伏に及んだ。27日には残る伊予松山藩も開城し、四国を無血開城させて勤皇支持に統一された。
ところが、翌28日になって伊予松山城に近い三津浜に堅田大和・杉孫七郎率いる長州藩軍が上陸した。これは征討府における土佐藩と長州藩の合意に基づく出兵だった。しかし、この情報を知らされていなかった土佐藩本国の部隊は同藩が四国進出を目論むものと考えて激しく反発して協力を拒絶した。新政府内部の調整によって最終的に四国に関しては土佐藩に一任することとなり、3月3日に長州藩軍は三津浜から撤退して本州に帰還した。

### 中国路の状況
長州藩兵は上京の途中の1月9日に備後福山藩領に侵入し福山城に砲撃を加え、籠城する福山藩兵と銃撃戦を開始するが、家老・三浦義建および御用係・関藤藤陰は長州に恭順の意を示したことから、勤王の誓詞を提出させた。また新政府の征討令を受けた備前藩が15日に備中松山藩に派兵するが、執政・山田方谷は城を無血開城した。姫路藩は藩主・酒井忠惇（老中）が慶喜と共に江戸へ脱走して留守で、在藩家臣が降伏している。

### 九州の情勢
1月14日、長崎奉行・河津祐邦は秘かに脱走し、佐賀藩・大村藩・薩摩藩・福岡藩などの諸藩により長崎会議所が構成され、治安を担当した。新政府からは澤宣嘉が派遣され、九州鎮撫総督兼外国事務総督に任ぜられて長崎に入った。日田代官所にあった西国郡代の窪田鎮勝は17日に脱走。周辺諸藩が接収し、閏4月には日田県が設置された。老中・小笠原長行を世子とする唐津藩は討伐の対象となったが、松方正義がこれを抑え、藩主・小笠原長国が長行との養子関係を義絶するとともに降伏を願い出た。天草の幕府領も程なく薩摩・肥後藩によって接収されている。また、これとは別に薩摩藩は勤王と新政府への支持を表明する誓書の提出を対馬藩以外の九州全藩に求め、2月末までに唐津藩や鳥羽・伏見の戦いで敵対したとされた延岡藩、他の佐幕派である高鍋藩・府内藩も含めた全藩がこれに応じており、この時点で九州諸藩は全て勤王に転じたと言える。残された延岡藩の朝敵認定の解除問題も4月に藩主・内藤政挙が上京して短期の謹慎の後に赦免されたことで解決されることになった。

## 江戸への進軍

### 甲州勝沼および野州梁田の戦い

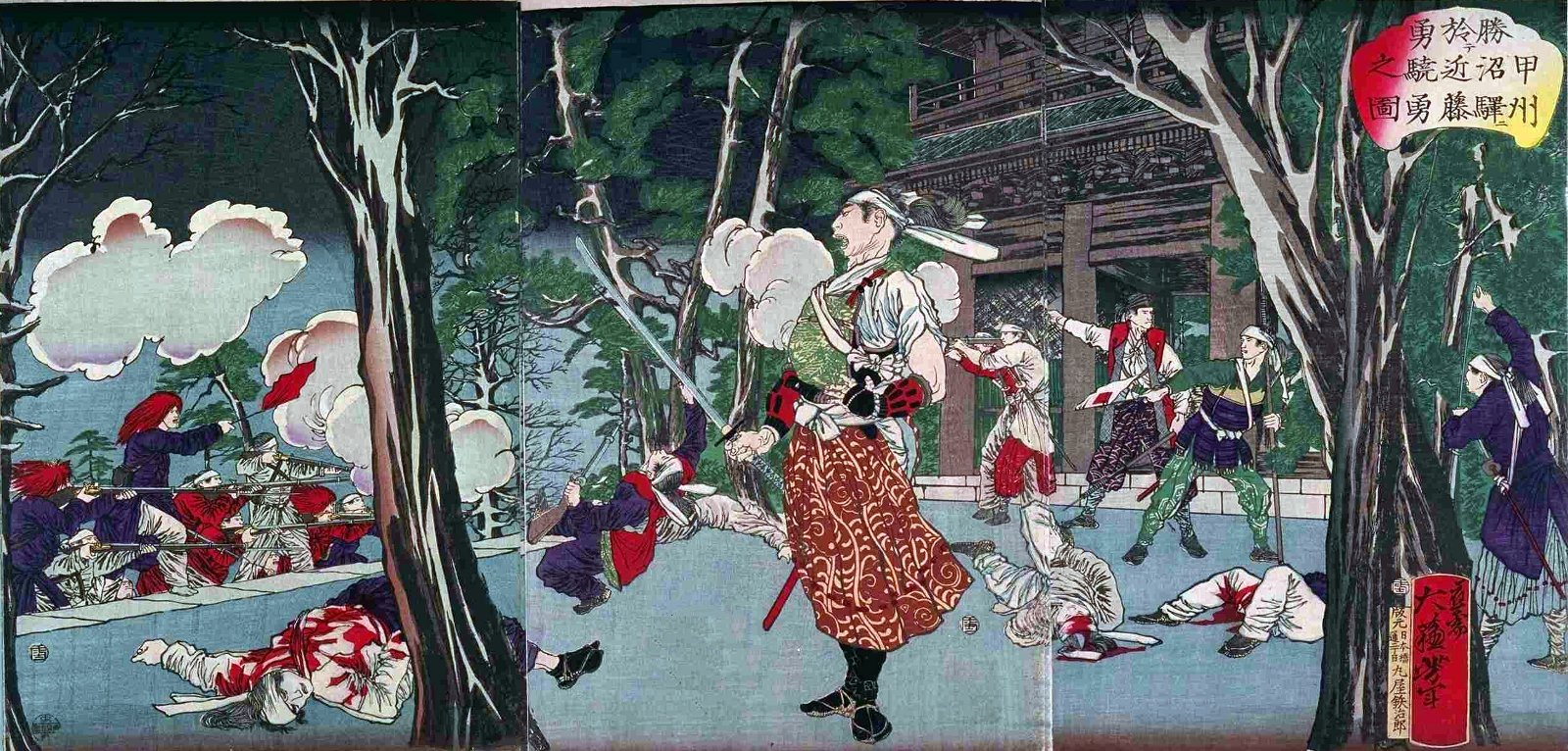
錦絵『勝沼駅近藤勇驍勇之図』

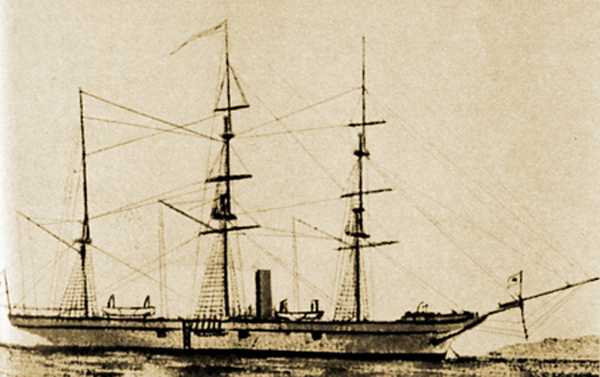
伝『1860年 桑港碇泊中の咸臨丸』

江戸へ到着した徳川慶喜は、1月15日、幕府主戦派の中心人物・小栗忠順を罷免。さらに2月12日、慶喜は江戸城を出て上野の寛永寺に謹慎し、明治天皇に反抗する意志がないことを示した。
一方、朝敵の宣告を受けた会津藩主・松平容保は、本拠地の会津へ戻った。容保は新政府に哀訴嘆願書を提出し天皇への恭順の姿勢は示す一方で、新政府の権威は認めず、武装は解かず、求められていた出頭も謝罪もしなかった。帰国後に新政府軍の攻撃に備えて戦の準備をしている。また鳥羽伏見の開戦責任について、発砲されたら応戦するのが武門の習いと言って正当防衛を主張した(『復古記』第2冊）。その一方で、先の江戸での薩摩藩の騒乱行為を取り締まったことで新政府から標的にされていた庄内藩藩主・酒井忠篤は、会津藩と会庄同盟を結成し、薩長同盟に対抗する準備を進めた。旧幕府に属した人々は、あるいは国許で謹慎し、またあるいは慶喜に従い、またあるいは反新政府の立場から会津藩等を頼り東北地方へ逃れた。
新政府は有栖川宮熾仁親王を大総督とした東征軍を作り、東海道軍・東山道軍・北陸道軍の3軍に分かれ江戸へ向けて進軍した。

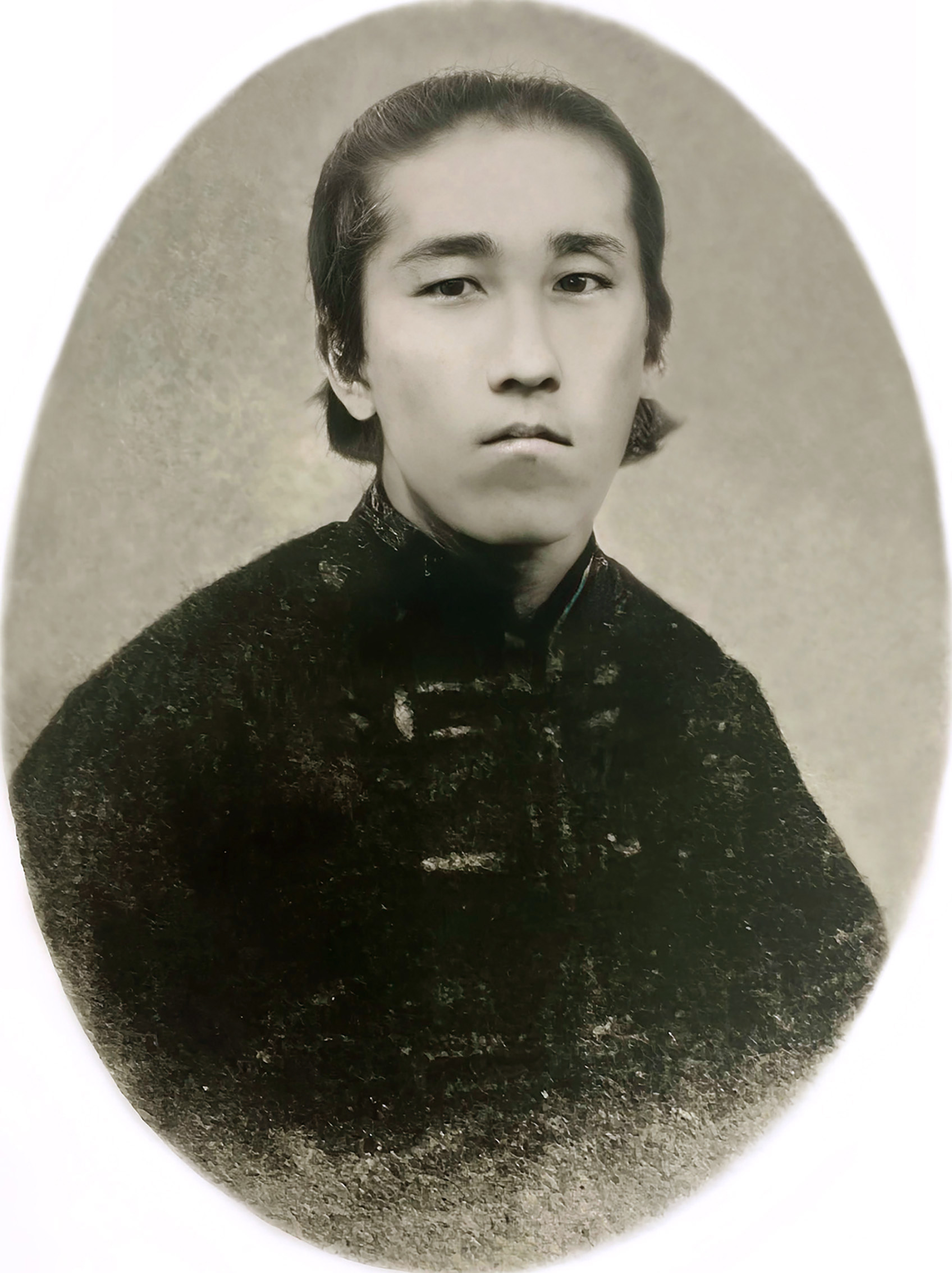
板垣退助（1870年頃撮影）

旧幕府軍は近藤勇らが率いる甲陽鎮撫隊（旧新撰組）を作り、甲府城を防衛拠点としようとした。しかし東山道を進み信州にあった土佐藩士・板垣退助、薩摩藩士・伊地知正治が率いる新政府軍・約400人は、板垣が率いる迅衝隊が甲州へ向かい、甲陽鎮撫隊より先に甲府城に到着し城を接収した。甲陽鎮撫隊は甲府盆地へ兵を進めたが、慶応4年3月6日（同3月29日）、西郷隆盛より開戦の伝令を受けたばかりで結束の高い迅衝隊は新撰組を撃退した。新撰組局長近藤勇は偽名を使って潜伏したが、のち新政府に捕縛され処刑された。武田遺臣で構成された八王子千人隊は慶応4年3月11日（1868年）に八王子にて武器を差し出し降伏。
一方、東山道を進んだ東山道軍の本隊は、3月8日に武州熊谷宿に到着、3月9日に近くの梁田宿（現：足利市）で宿泊していた旧幕府歩兵隊の脱走部隊（後の衝鋒隊）に対して、朝霧に紛れて三方からの奇襲攻撃をしかけた。幕府軍・900人余は応戦し、梁田宿一帯で市街戦が起こった。最終的には幕府軍の敗北で決着がついた。この戦いは梁田戦争とも呼ばれ、戊辰戦争の東日本における最初の戦いと称される。

### 江戸城無血開城
駿府に進軍した新政府は3月6日（同3月29日）の軍議で江戸城総攻撃を3月15日とした。しかし条約諸国は戦乱が貿易に悪影響となることを恐れ、イギリス公使ハリー・パークスは新政府に江戸攻撃･中止を求めた。新政府の維持には諸外国との良好な関係が必要だった。また武力を用いた関東の平定には躊躇する意見があった。江戸総攻撃は中止とする命令が周知された。
恭順派として旧幕府の全権を委任された陸軍総裁の勝海舟は、幕臣・山岡鉄舟を東征大総督府下参謀の西郷隆盛に使者として差し向けて会談、西郷より降伏条件として、徳川慶喜の備前預け、武器・軍艦の引渡しを伝えられた。西郷は3月13日（同4月5日）、高輪の薩摩藩邸に入り、同日から勝と西郷の間で江戸開城の交渉が行われた。なお交渉した場所は諸説あり、池上本門寺の東屋でも記録が残っている。翌日3月14日（同4月6日）、高輪の薩摩藩邸で勝は「慶喜は隠居の上、水戸にて謹慎すること」「江戸城は明け渡しの後、即日田安家に預けること」等の旧幕府としての要求事項を伝え、西郷は総督府にて検討するとして15日の総攻撃は中止となった。結果、4月4日 (旧暦)（同4月26日）に勅使（先鋒総督・橋本実梁、同副総督・柳原前光）が江戸城に入り、「慶喜は水戸にて謹慎すること」「江戸城は尾張家に預けること」等とした条件を勅諚として伝え、4月11日（同5月3日）に江戸城は無血開城され、城は尾張藩、武器は肥後藩の監督下に置かれることになった。同日、慶喜が水戸へ向けて出発した。4月21日（同5月13日）には東征大総督である有栖川宮熾仁親王が江戸城に入城して江戸城は新政府の支配下に入った。

### 船橋の戦い
慶応4年（1868年）4月11日に行われた江戸城無血開城に従わぬ旧幕臣の一部・約2000人が千葉方面に逃亡、船橋大神宮に陣をはり、閏4月3日（5月24日）に市川・鎌ケ谷・船橋周辺で新政府軍・約800人と衝突した。この戦いは最初は数に勝る旧幕府軍が有利だったが、戦況は新装備を有する新政府軍へと傾き、新政府側の勝利で幕を閉じた。この戦いは、江戸城無血開城後の南関東地方における最初の本格的な戦闘（上野戦争は同年5月15日）であり、新政府側にとっては旧幕府軍の江戸奪還の挫折と関東諸藩を新政府への恭順に動かした点での意義は大きい。

### 房総方面
その後、新政府軍は旧幕府軍を追撃して、閏4月6日（5月27日）から翌日にかけての五井戦争でも勝利を収めた。
一方、鳥羽・伏見の戦いで旧幕府軍の総督であった大多喜藩主の松平正質は徳川慶喜から江戸城登城を禁止された後、本国に帰国して謹慎状態にあったが、閏4月11日に大多喜城を無血開城した。大多喜城は佐倉藩（後に三河吉田藩）に接収され、藩主松平正質も佐倉に幽閉されたが、藩主や家臣が新政府軍に抵抗せずに城を明け渡したことが考慮され、正質は8月19日に所領を回復、10月23日には官位も元に戻され、事実上処分を免ぜられて藩の存続が認められた。
ところが、同じ頃、木更津に逃れていた旧幕府軍の遊撃隊の誘いを受けた請西藩主・林忠崇が閏4月3日に自ら脱藩して遊撃隊に合流してしまうことになる。

### 宇都宮城の戦い
江戸城は開城したものの旧幕府方残党勢力は徳川家の聖地である日光廟に篭って兵を募り、そこで新政府軍・約700人と戦うつもりで大挙して江戸を脱走、下野国日光山を目指していた。一方、時を同じくして当時下野国で起きていた世直し一揆を鎮圧するために東山道総督府が下野国宇都宮に派遣していた下野鎮撫・香川敬三（総督府大軍監）は、手勢を引き連れ日光道中を北上中、武蔵国粕壁で下総国流山に新撰組が潜んでいる噂を聞き有馬藤太を派遣して近藤勇を捕縛した。近藤は板橋に送られたが、香川はそのまま行軍を続け宇都宮に駐屯した。世直しが沈静した直後の4月12日、大鳥圭介は伝習隊、幕府歩兵第七連隊、回天隊、新撰組など総勢2,000人の軍隊を引き連れて下総国市川を日光に向けて出発、途中松戸小金宿から2手に分かれ、香川の駐屯する宇都宮城の挟撃に出立した。これを聞いた宇都宮の香川敬三は、一部部隊を引き連れてこれを小山で迎え撃った。兵数と装備で勝る旧幕府軍はこれに勝利、4月19日には宇都宮で旧幕府軍と新政府軍勢力が激突した。翌日には旧幕府軍が宇都宮城を占領するも、宇都宮から一時退却し東山道総督府軍の援軍と合流、大山巌や伊地知正治が統率する新政府軍に奪い返され、もともと目指していた聖地日光での決戦に備えるべく退却した。

### 岩井戦争
その一方で国府台において大鳥の指揮下に入ることに拒否した旧幕府軍の一部部隊（誠忠隊・純義隊など）は4日遅れで行動を開始し、日光方面ではなく佐幕派と討幕派が対立を続ける関宿藩を目指した。この情報が板橋宿から宇都宮城の香川救援に向かっていた伊地知正治率いる薩摩・長州・大垣藩の部隊に伝えられ、伊地知らは急遽関宿方面に向かい、関宿藩内の討幕派の支援を受けて4月20日に関宿藩内の岩井にてこれを撃破した。敗走した旧幕府軍の一部は北へ逃亡して大鳥の元に復帰したものの、大半は南の流山・松戸・千住方面に逃れたものの進退窮まり、4月29日までにほとんどが新政府軍への降伏を余儀なくされた。
なお、この戦いの結果、孤立無援状態になった関宿藩の佐幕派が暴走して集団脱走を図った。一部は大鳥の旧幕府軍に合流したものの、一部は江戸にいた藩主久世広文を拉致して彰義隊に身を投じることになり、関宿藩は内紛状態に陥った。このため、戦後関宿藩は減封処分を受けることになる（久世騒乱）。

### 上野戦争

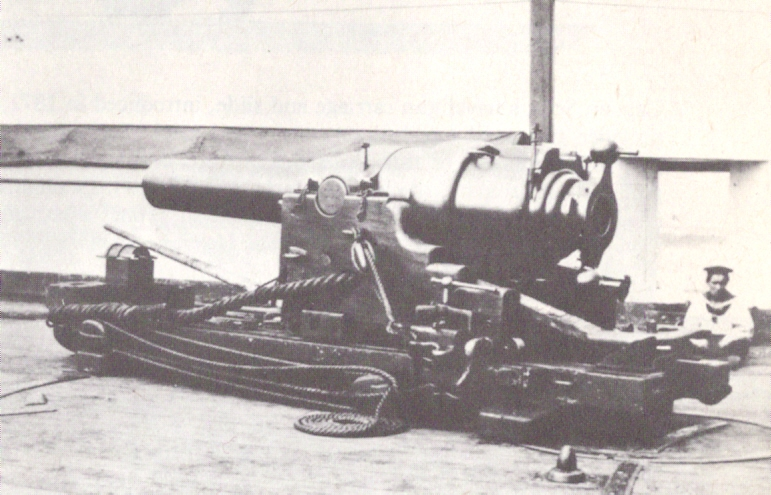
110ポンド（7インチ）アームストロング砲

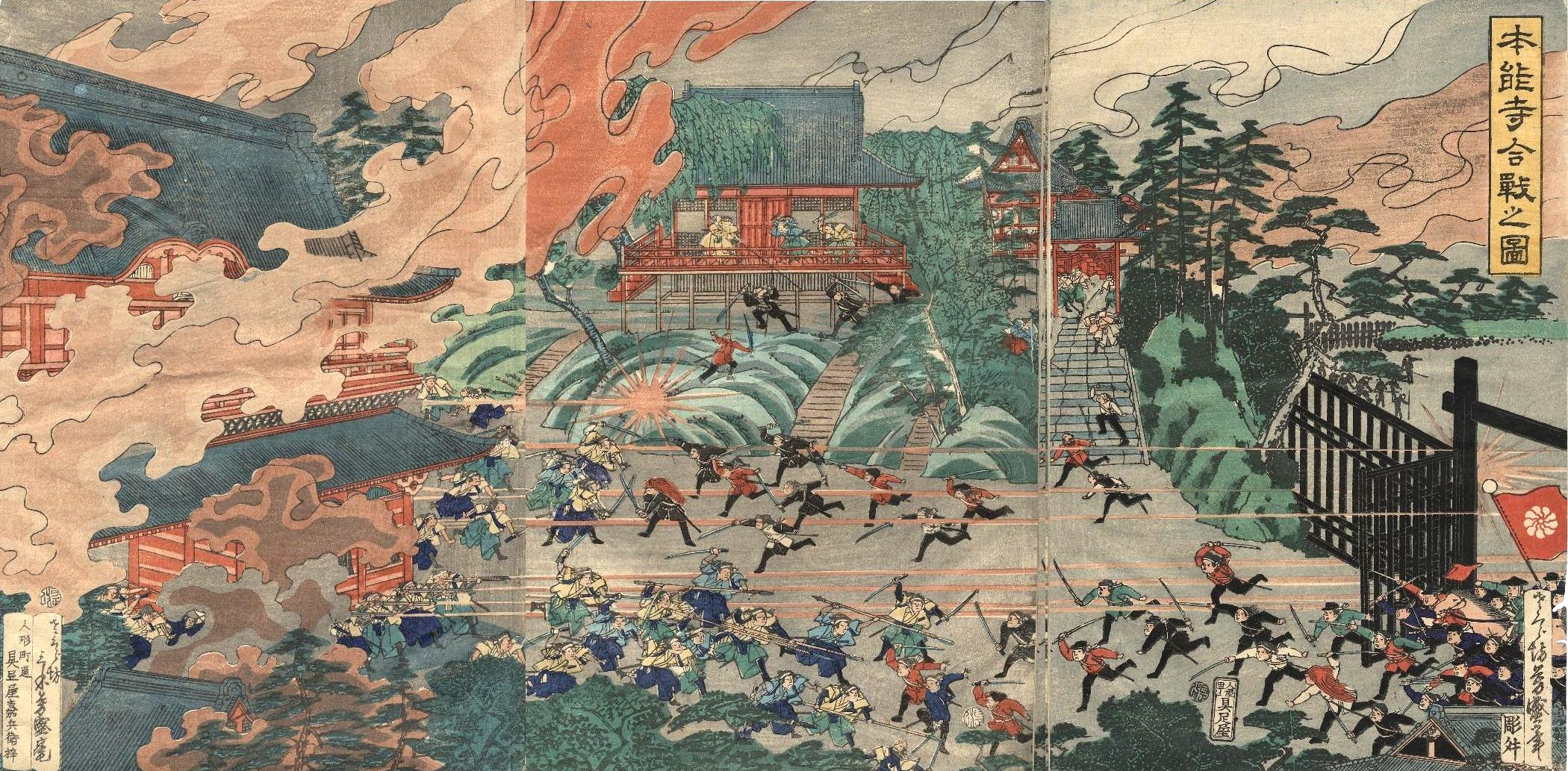
上野戦争の図。画題は『本能寺合戦の図』となっているが、実際には上野の戦闘を描いている。

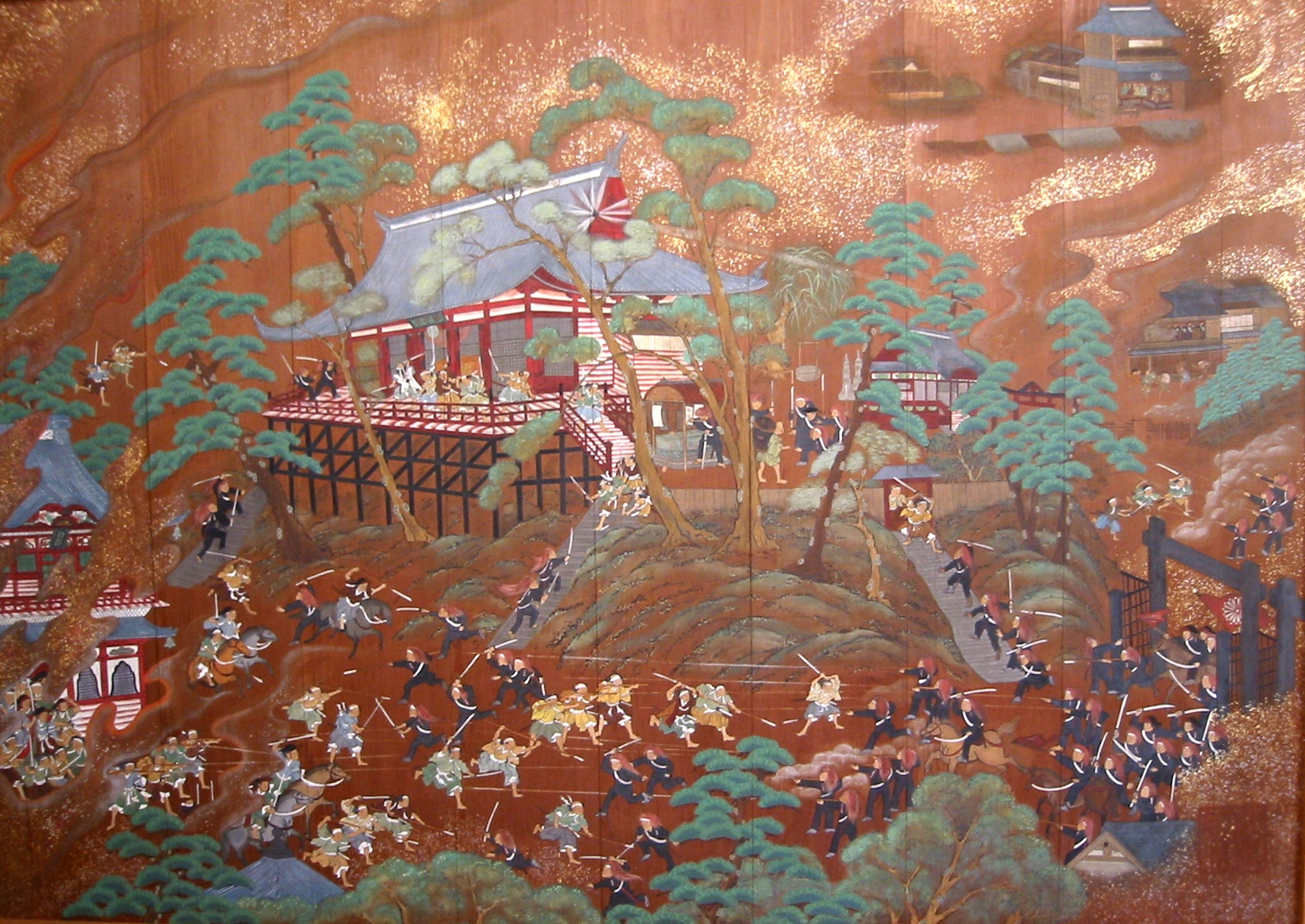
赤熊の被り物をして戦う土佐藩の迅衝隊（上野合戦）

徳川慶喜が謹慎していた上野・寛永寺には、江戸無血開城によって江戸の治安を統括する組織として認定されていた旧幕府勢力・彰義隊があった。この存在は幕府主戦派から“裏切り者”呼ばわりをされていた勝海舟にとって、一定の成果ではあった。しかし実際の彼らは新政府への対抗姿勢を示し、新政府軍兵士への集団暴行殺害を繰り返した。勝との江戸城会談で当事者となった西郷隆盛は、彰義隊をどうにか懐柔しようとしていた幕府恭順派である勝との関係の手前、対応が手ぬるいとの批判を受けた。大総督府は西郷を司令官から解任し、長州藩士・大村益次郎を新司令官に任命。大村は海江田信義ら慎重派を制して、武力による殲滅を主張した。新政府側は、1868年5月1日に彰義隊の江戸市中取締の任を解くことを通告、新政府自身が彰義隊の武装解除に当たる旨を布告した。これにより彰義隊との衝突事件が上野近辺で頻発した。
東北地方・北海道および新潟で仙台藩藩主・伊達慶邦らにより奥羽越列藩同盟が結成された2週間後の5月15日（同7月4日）、新政府軍・約10000人は彰義隊・約4000人を攻撃し、上野戦争が始まった。新政府軍は佐賀藩が装備した新兵器・アームストロング砲を活用し、彰義隊を狙い撃ちにした。この砲撃により彰義隊は大打撃を受け、上野戦争はたった1日で新政府軍の圧勝となった。

### 箱根戦争
東海道の小田原以西の諸藩は新政府に対して恭順したため、東征軍の通過当初は戦闘が起きなかった。しかし、林忠崇率いる請西藩兵および遊撃隊を中核とする旧幕府側武装勢力が房総半島から江戸湾を横断して、閏4月15日に真鶴半島へ上陸した。諸藩の脱走者等も加わってその兵力は約300人に達し、小田原藩や韮山代官に協力を働きかけた。新政府軍は林や遊撃隊が彰義隊に呼応して行動することを警戒し、上野戦争直後の旧暦5月18日（1868年7月7日）に小田原藩に対して鎮圧準備を命じた。事態を知った遊撃隊側が箱根関の小田原藩兵・中津藩兵を攻撃すると、小田原藩は一時的に佐幕派に方針転換して遊撃隊を小田原城下に招き入れた。その後、旧暦5月24日に至って小田原藩は新政府側に藩論が戻り、林や遊撃隊らは小田原藩兵の追撃を受けつつ、館山などへ海路撤退した。

## 東北戦争

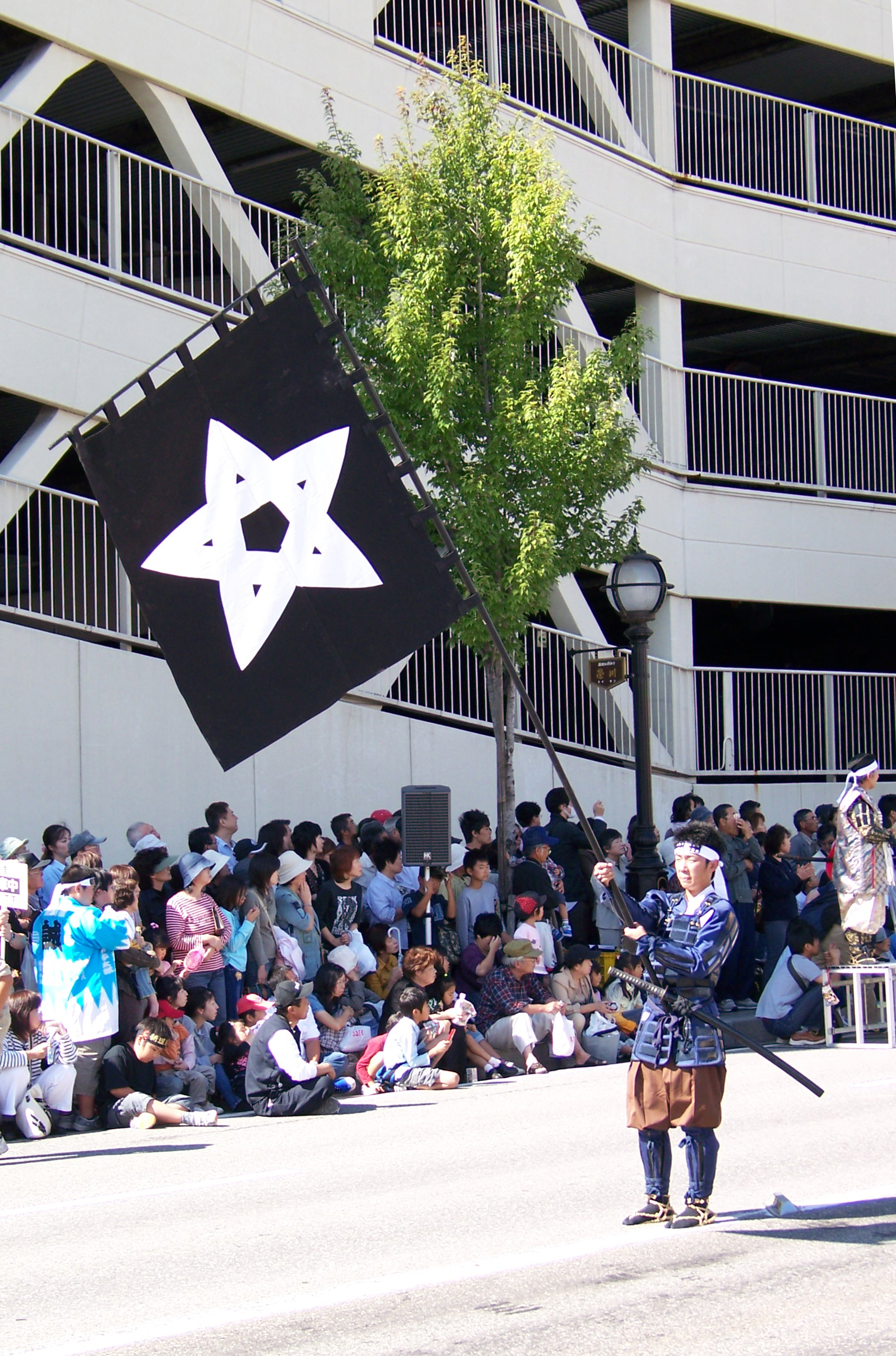
会津若松の祭典にて列藩同盟旗を掲げる旗手

文久の改革後、京都守護職および京都所司代として京都の治安を担当していた会津藩藩主・松平容保および桑名藩藩主・松平定敬の兄弟は、京都見廻組および新撰組を用いて尊王攘夷派の弾圧を行い、尊王攘夷派・のちの新政府（薩摩藩・長州藩）から恨みを買っていた。また鳥羽・伏見の戦いにおいて会津藩と桑名藩は旧幕府軍の主力となり、この敗北によって朝敵と認定されていた。
また江戸薩摩藩邸の焼討事件での討伐を担当した庄内藩藩主・酒井忠篤は、新政府によって会津藩への報復と同様の報復がなされることを予期し、以後両藩は連携し新政府に対抗することとなった（会庄同盟）。

### 奥羽越列藩同盟の成立
慶応4年（1868年）1月17日、鳥羽・伏見の戦いで勝利した新政府は、東北地方の大国である仙台藩の藩主・伊達慶邦に会津藩の追討を命令した。しかし仙台藩は行動しなかった。
2月25日、庄内藩は使者を新政府に派遣した。新政府は徳川慶喜あるいは会津藩に対する追討軍への参加を要求し旗幟を鮮明にすることを迫ったが、使者は軍への参加を拒絶した。会津藩は嘆願書で天皇への恭順を表明したと言われてはいるが、この会津嘆願書は総督府宛てのものではなく仙台藩に対しての周旋依頼であって恭順や謝罪の文字はなかった「『東北戦争』著者:山田 野理夫」
新政府の権威は認めず謝罪もせず武装も解かなかった。これらの行動を会津の天皇への“武装・恭順”なのだと主張する説もある。
3月22日、新政府への敵対姿勢を続けていた会津藩および庄内藩を討伐する目的で、奥羽鎮撫総督府および新政府軍が仙台に到着した。主要な人物としては総督・九条道孝、副総督・澤為量、参謀・醍醐忠敬、下参謀の世良修蔵（長州藩）と大山綱良（薩摩藩）がいる。3月29日、奥羽鎮撫総督府は、仙台藩・米沢藩をはじめとする東北地方の諸藩に会津藩および庄内藩への追討を命じた。
4月19日、藩主・伊達慶邦が率いる仙台藩の軍勢は会津藩領に入り、戦闘状態になった。一方で仙台藩は3月26日、会津藩に降伏勧告を行い、4月21日、会津藩は仙台藩に降伏した。降伏の条件は、会津藩が武装を維持し新政府の立ち入りを許さない条件で松平容保が城外へ退去し謹慎することおよび会津藩の削封、という内容だった。しかし数日後、会津藩は仙台藩に合意を翻す内容の嘆願書を渡し、これを見た仙台藩は会津藩の説得をあきらめた。
4月23日、奥羽鎮撫総督府副総督・澤為量および下参謀・大山綱良が率いる新政府軍は、庄内藩を攻撃するため仙台から出陣した。しかし庄内藩は新政府軍を撃退し、閏4月4日、庄内藩は天童城を攻め落とした。
4月19日（閏ではなく閏4月1日以前の事件）、関東地方で大鳥圭介らの率いる旧幕府軍が宇都宮城を一時占領した。この報が東北地方に伝わると、仙台藩では会津藩・庄内藩と協調し新政府と敵対すべきという意見が多数となった。閏4月4日、仙台藩主席家老・但木成行の主導で奥羽14藩は会議を開き、この状態での会津藩・庄内藩への赦免の嘆願書を提出した。要求が入れられない場合は新政府軍と敵対し排除するという声明が付けられていた。会津藩・庄内藩は恭順の姿勢を見せていなかったため、閏4月17日、新政府は嘆願書を却下した。奥羽14藩はこれを不服として征討軍の解散を決定した。

閏4月21日、薩摩藩士鮫島金兵衛が軍監として出羽国への援軍の盛岡藩兵と共に七北田宿まで来ると、仙台藩は盛岡藩の進軍を遮った。仙台藩目付の熊谷齋宮と鈴木直記は、盛岡藩兵の隊長沢田斉安寧と留守居遠山礼蔵明則に、鮫島は薩摩藩士なので奥羽のために宜しくない者だから捕縛して引き渡すようにと伝えたが、盛岡藩が断って物別れに終わった。その後、仙台藩から引き続き盛岡藩兵の進軍を遅延させる旨の手紙が届いたので、鮫島金兵衛は九条総督と相談しようと出発したところを、(待ち伏せていた)仙台藩小人組の5人に殺害され(路傍に埋められ)
た。仙台藩と戦端を開くのを避け、盛岡藩兵は撤兵した。
閏4月22日、薩摩藩士内山伊右衛門綱次、その従者の太郎、薩摩藩士西田十太郎の3人が、弾薬など7駄を羽州へ運ぶ途中に大深沢で、但木土佐の命令を受けた仙台藩士の荒井平之進、橋本豊之進、狭川公平と、小人組の松田三四郎、小田五郎の5人に(待ち伏せされて)斬殺された。首は荒井が仙台まで持ち帰り、七北田刑場へ捨てた。
これと並行して仙台藩・米沢藩を中心に、会津藩・庄内藩赦免の嘆願書のための会議を新政府と敵対する軍事同盟へ改変させる工作が行われた。赦免の嘆願書は新政府に拒否されたので天皇へ直接建白を行う方針に変更された。閏4月23日、新たに11藩を加えて白石盟約書が調印された。さらに後に25藩による奥羽列藩盟約書を調印した。会津・庄内両藩への寛典を要望した太政官建白書も作成された。奥羽列藩同盟には、武装中立が認められず新政府軍との会談に決裂した長岡藩ほか新発田藩等の北越同盟加盟6藩が加入し、計31藩によって奥羽越列藩同盟が成立した。なお、会津・庄内両藩は列藩同盟には加盟せず会庄同盟として列藩同盟に協力した。
ここに旧幕府とも新政府とも異なる軍事同盟（地方政府）が、東北地方・新潟県・北海道の「関東以北の北日本」に誕生した。この地方政府は政府の最高意思決定機関である「公議府」をもち、諸藩の共通の政策目標(戦略)ももっており、更に戊辰戦争の最中に輪王寺宮が仙台で「東武天皇」として即位したため「仙台朝廷」となった。
それは後醍醐天皇(南朝)と足利尊氏(北朝)が戦った「南北朝時代」以来となる、日本史上の重大な出来事であった。
またそれは、言うなれば、米山～三国山脈～平潟断崖を境として以北の地方が分立する出来事である。しかし、これは天皇への嘆願目的の各藩の緩い連合であり、また、恭順を勧めるための会議が途中で反新政府目的の軍事同盟に転化したため、本来軍事敵対を考えていなかった藩など各藩に思惑の違いがあり、統一された戦略を欠いていた。

### 輪王寺宮と幻の仙台朝廷
仙台藩が仙台城下に軟禁した奥羽鎮撫総督府の九条総督らは、列藩同盟にとって重要な「錦の御旗」だった。ところが、九条総督らが新政府側の佐賀藩・小倉藩によって騙し取られてしまうという事件が起こる。そこで6月、仙台藩と会津藩は、上野戦争から逃れてきた孝明天皇の義弟・輪王寺宮公現法親王（後の北白川宮能久親王）を仙台城下に迎え入れ、輪王寺宮を「新たな錦の御旗」として、列藩同盟の盟主に据えた。当初は軍事的要素も含む同盟の総裁への就任を要請したが、6月16日に盟主のみの就任で決着した。
仙台藩と会津藩には、輪王寺宮を「東武皇帝」として即位させる構想があった。ただし、史料が限られており、輪王寺宮の即位の有無には議論がある。この新朝廷においては、仙台藩主・伊達慶邦は征夷大将軍に、会津藩主・松平容保は征夷副将軍に就任する予定だったとされる。詳しくは北白川宮能久親王#「東武天皇」説の項を参照。

### 秋田・庄内戦線

#### 奥羽鎮撫隊の集結
新政府から派遣された奥羽鎮撫総督府は庄内藩を討つため、副総督の澤為量および下参謀の大山綱良（薩摩藩）が率いる新政府軍を仙台から出陣させた。しかし、大富豪・本間家からの献金で洋化を進めていた庄内藩は、戦術指揮も優れていたため新政府軍を圧倒した。その後、列藩同盟の成立に際し、仙台に駐屯していた下参謀の世良修蔵（長州藩）が仙台藩によって殺害され、総督の九条道孝・参謀の醍醐忠敬は軟禁された。
新政府は九条総督救出のため、佐賀藩士・前山長定（前山清一郎）率いる佐賀藩兵および小倉藩兵を仙台藩に派遣した。閏4月29日、前山の新政府部隊が船で仙台に到着すると、この部隊は薩長両藩ではなかったため、仙台藩は軟禁していた総督府要人を前山の部隊に引き渡した。こうして仙台藩は、新政府に九条総督らを騙し取られてしまった。
6月18日、救出された総督府の一行は盛岡藩に到着した。藩主・南部利剛は1万両を献金したが、態度は曖昧なままだった。続いて7月1日、総督府一行は久保田藩に入った。久保田藩は国学者・平田篤胤の出身地という影響もあって、尊王派が勢力を保っていた。総督府一行は、庄内藩討伐のため仙台に居らず生存していた澤為量・大山綱良ら残存部隊と合流した。澤為量副総督は分隊を率い弘前藩説得のために弘前藩に入ろうとしたが、弘前藩の列藩同盟派によって矢立峠は封鎖されており、そのため澤の部隊は久保田藩に留まっていた。結果的に総督府一行は久保田藩で集結することになった。

#### 秋田戦争
久保田藩の新政府への接近に気づいた仙台藩は、久保田藩に使者7名を派遣した。しかし九条総督軟禁時に仙台藩に世良修蔵を殺害されていた大山綱良・桂太郎らの説得もあり、久保田藩の尊皇攘夷派は7月4日、仙台藩の使者と盛岡藩の随員を全員殺害した。こうして久保田藩は奥羽越列藩同盟を離脱し、東北地方における新政府軍の拠点となった。
久保田藩に続いて新庄藩・本荘藩・亀田藩・矢島藩が新政府軍に恭順した。この状況に対して、南方へ兵を向けようとしていた庄内藩は一部の部隊を北方へ派遣し、7月14日に新庄藩主戸沢氏の居城・新庄城を攻め落とした。さらに、庄内藩・仙台藩の軍勢は連戦連勝に近い状態で、久保田領・矢島領・本荘領を制圧していった。総督府に自領を放棄された亀田藩は、庄内藩と和議を結んで再度列藩同盟軍に参加した。
また、盛岡藩は列藩同盟と新政府側のどちらの陣営に属すかで長く議論が定まらなかったが、家老の楢山佐渡が帰国すると列藩同盟に与することを決定した。8月9日に盛岡藩は久保田藩に攻め込み、大館城を攻略した。
しかし、佐賀藩を中心とする援軍の到着により久保田軍は勢いを盛り返し、9月7日には盛岡軍を藩境まで押し戻した。庄内藩も、9月12日に上山藩が降伏したことで南方の不安が増したため、17日に退却し以後は自領防衛に徹した。9月22日、会津藩が降伏して東北戦争の勝敗がほぼ決すると、同日盛岡藩が降伏した。24日、最後まで領内に新政府軍の侵入を許さなかった庄内藩も、亀田藩とともに降伏した。

### 白河戦線

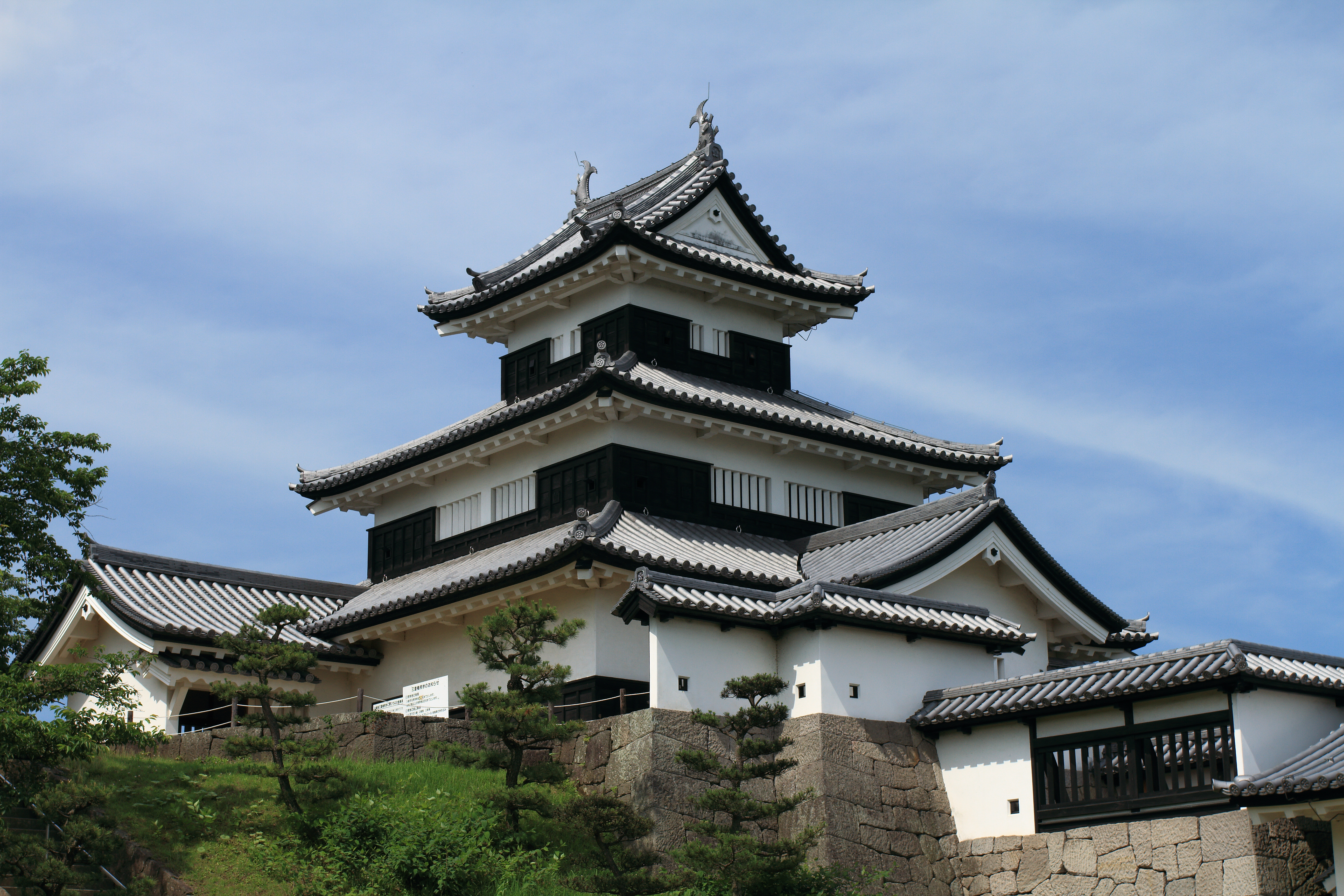
白河小峰城

### 北越戦争

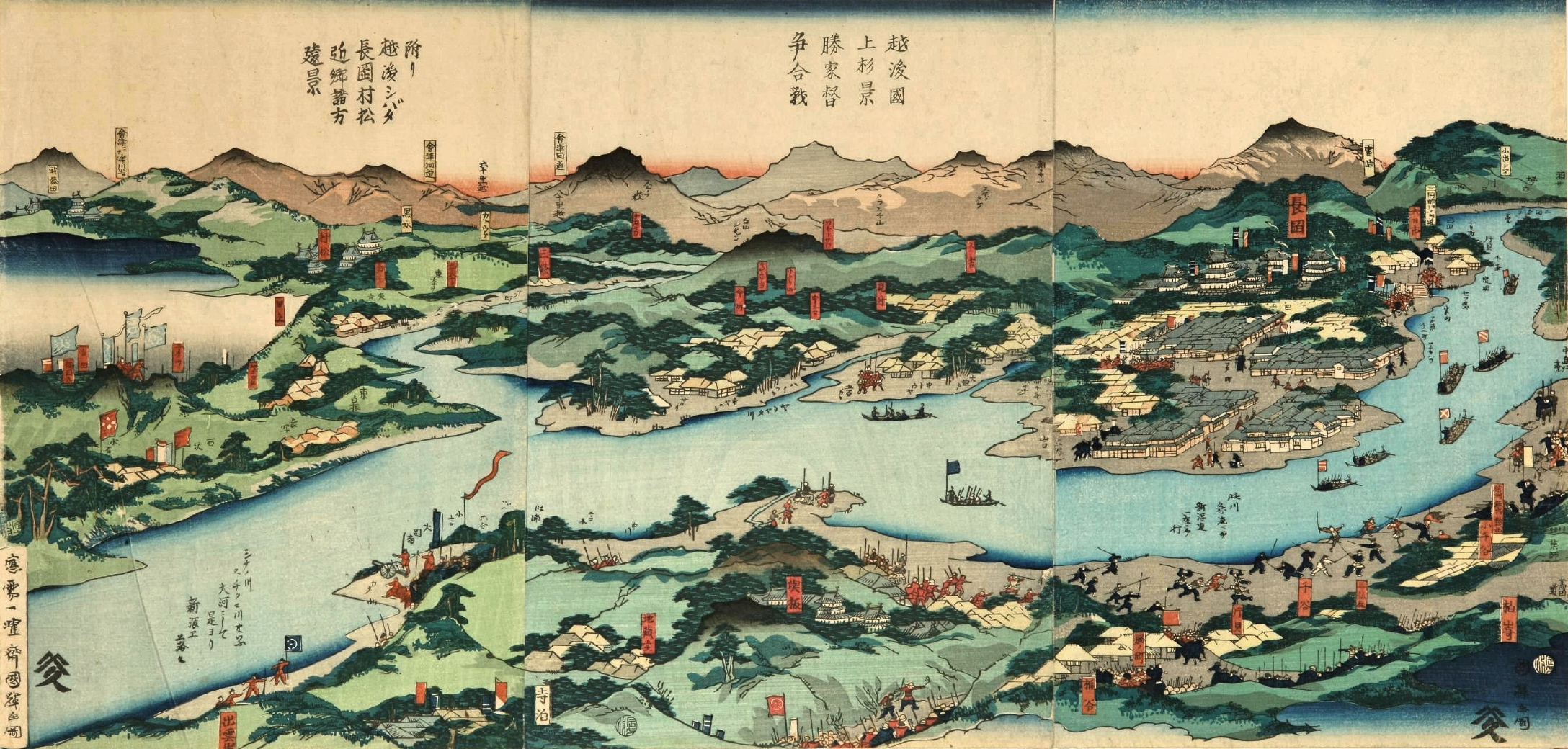
北越戦争を描いた浮世絵。画題は『越後国上杉景勝家督争合戦』であるが、時の政府に配慮して上杉景勝・景虎の家督争い（御館の乱）に見立てて描いたもの。新潟県立図書館蔵。

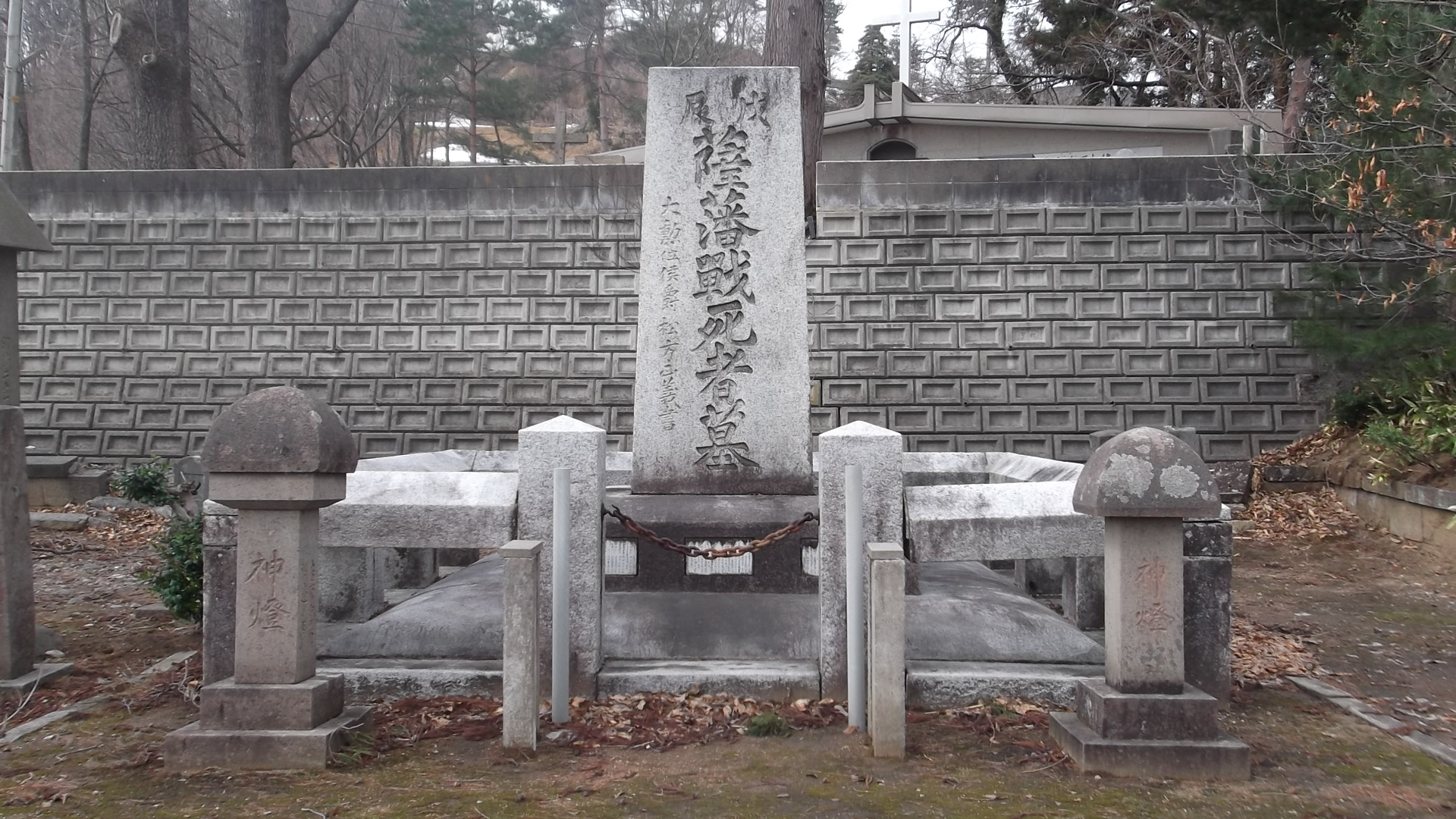
北越戦争における薩摩藩戦死者の墓（新潟県上越市金谷山）

越後には慶応4年（1868年）3月9日に開港された新潟港があった。戊辰戦争勃発に伴い新政府は開港延期を要請したが、イタリアとプロイセンは新政府の要請を無視し、両国商人は新潟港で列藩同盟へ武器の売却を始めた。このため新潟港は列藩同盟にとって武器の供給源となった。5月2日、新政府軍の岩村精一郎は恭順工作を仲介した尾張藩の紹介で、長岡藩の河井継之助と会談した。河井は新政府が他藩に負わせていた各種支援の受け入れを拒否し、獨立特行の姿勢と会津説得の猶予を嘆願したが、岩村はこれを新政府の権威否定および会津への時間稼ぎとして即時却下した。これにより長岡藩および北越の諸藩計6藩が列藩同盟へ参加したため、新政府軍と同盟軍の間に戦端が開かれた。
長岡藩は河井により兵制改革が進められ武装も更新されていた。同盟軍は河井の指揮下で善戦したが、5月19日に長岡城が落城。7月25日に同盟軍は長岡城を奪還し新政府軍を敗走させたが（八丁沖の戦い）、この際指揮を執っていた河井が負傷した（後に死亡）。新政府軍はすかさず長岡城を再奪取し、4日後の29日に長岡藩兵は撤退した。さらに新発田藩が寝返り、新政府軍が軍艦で上陸し、米沢藩兵・会津藩兵が守る新潟も陥落したため、8月には越後の全域が新政府軍の支配下に入った。これによって奥羽越列藩同盟は洋式武器の供給源を失い深刻な事態に追い込まれた。同盟軍の残存部隊の多くは会津へと敗走した。

### 平潟戦線
平潟戦線における列藩同盟軍の主力は仙台藩だった。6月16日から20日にかけて新政府軍・約750人が海路常陸国（茨城県）平潟港に上陸した。列藩同盟軍は上陸阻止に失敗した。
当時、榎本武揚の旧幕府艦隊は健在だったが、新政府軍の軍艦を用いた上陸作戦を傍観した。その後も順次上陸作戦は実行され、新政府軍の兵力は約1,500人となった。
6月24日、東山道先鋒総督府参謀・板垣退助（土佐藩）が率いる新政府軍の迅衝隊が白河から平潟との中間にあった棚倉城を接収した。さらに7月14日、迅衝隊は海岸に近い磐城平城を占領（平城の戦い）。16日には断金隊々長・美正貫一郎の尽力によって、三春藩が迅衝隊に進んで降伏し無血開城し、三春城は新政府軍の病院としての一翼をになった。22日に仙台追討総督・四条隆謌が増援を率いて平潟に到着、29日に二本松城を三春城から北上した新政府軍が占領した（二本松の戦い・二本松少年隊）。8月7日、相馬中村藩が新政府軍に降伏。四条隆謌と参謀・河田景与および木梨精一郎らは相馬藩兵を加えて単独で仙台方面へ侵攻、11日に藩境の宇多郡駒ヶ嶺村を占拠、ここで仙台藩と戦闘を繰り広げた。
白河周辺に大軍を駐屯させ南下を伺っていた列藩同盟軍は、より北の浜通りおよび中通りが新政府軍の支配下に入ったことに狼狽し、会津領内を通過して国許へと退却した。また仙台藩は列藩同盟の盟主でありながら恭順派が勢いを増していて、藩領外への進軍は中止された。
このとき新政府軍は仙台藩を先に総攻撃するか会津藩を先に総攻撃するかで意見が対立し、新政府軍の総司令官・大村益次郎（長州藩）は仙台藩を先に攻撃するべきだと主張し、現地の司令官・伊地知正治（薩摩藩）と板垣退助（土佐藩）は会津藩を先に攻撃するべきだと主張した。その結果、伊地知・板垣の会津進攻策がとおり、ここに「会津戦争」が行われることとなった。

### 東北戦争の終結

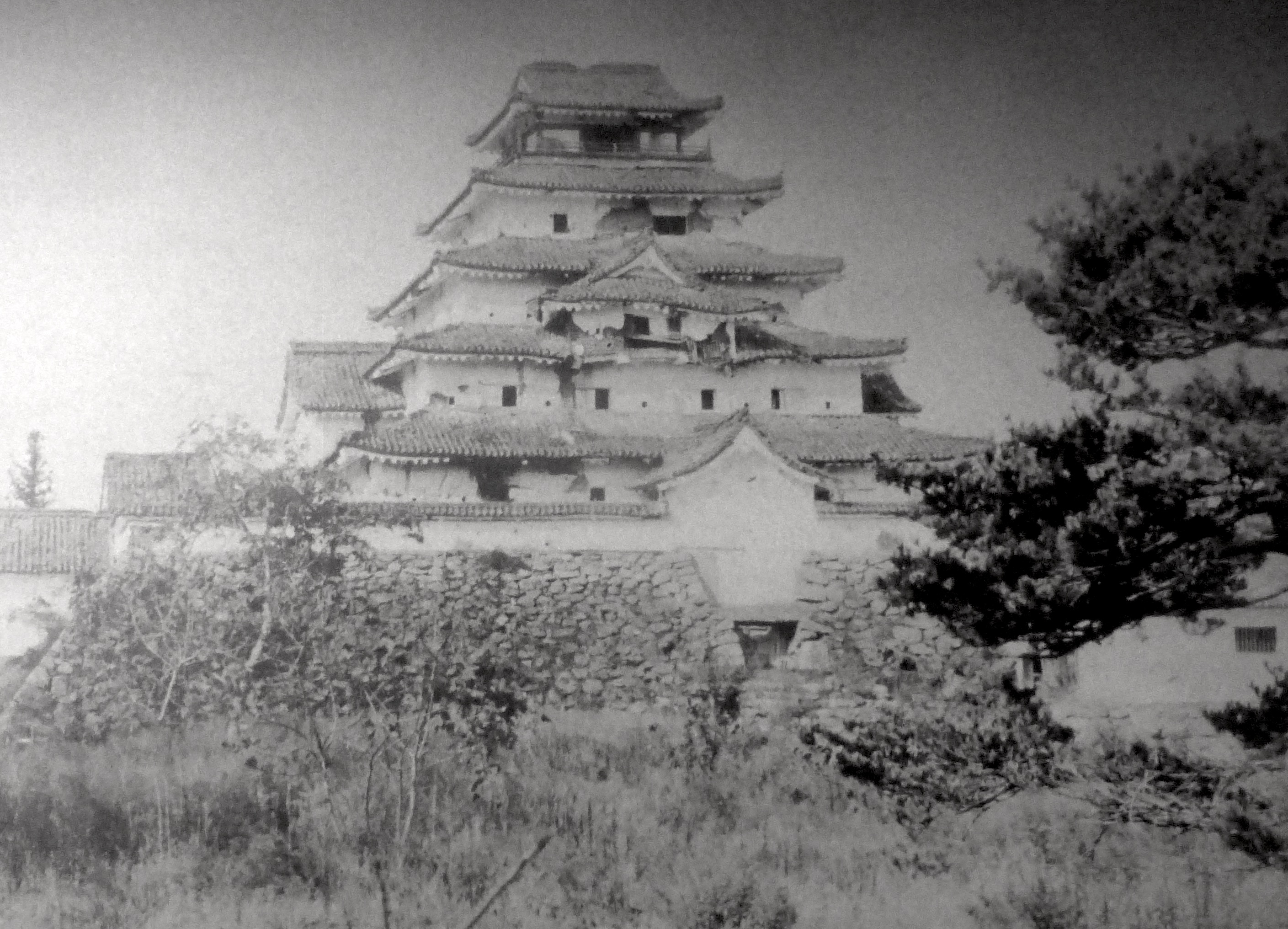
損傷した若松城（降伏後に撮影）

8月15日、板垣退助は米沢藩に降伏勧告する使者として、土佐藩士澤本盛弥を派遣した。
8月21日、二本松周辺まで北上していた新政府軍は、同盟軍の防備の薄かった母成峠から会津盆地へ侵攻し、母成峠の戦いが行われた。当地には大鳥圭介ら旧幕府軍が防衛していたが兵力が小さく、敏速に突破され若松への進撃を許した。当時会津軍の主力は関東に近い領内南部の日光口（会津西街道）や領外の遠方にあり、若松に接近している新政府軍への備えが劣っていた。またこれらの軍は侵攻してきた新政府軍を側面から牽制することもなく若松への帰還を優先した。こうして会津藩兵と旧幕府方残党勢力は若松城に篭城した。この篭城戦のさなか、白虎隊の悲劇などが発生した。
9月4日、米沢藩が新政府に降伏し、米沢藩主・上杉斉憲は仙台藩に降伏勧告を行った。その結果もあり10日に仙台藩は新政府に降伏、22日に会津藩も新政府に降伏した。会津藩が降伏すると庄内藩も久保田領内から一斉に退却し、24日に新政府に降伏した。
奥羽越列藩同盟諸藩の降伏後、行き場を失った水戸藩・諸生党を中心とする旧幕府方残党は水戸城に侵攻するが、10月1-2日の弘道館戦争で敗退した。旧幕府方残党は南に敗走し､10月6日､下総国匝瑳郡松山村付近の松山戦争で壊滅した。

## 箱館戦争

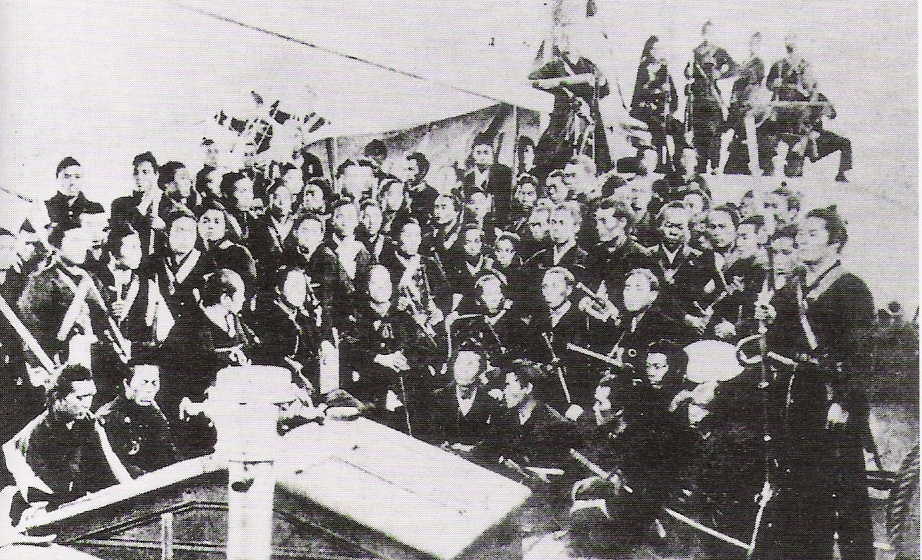
蝦夷へ向かう旧幕府軍

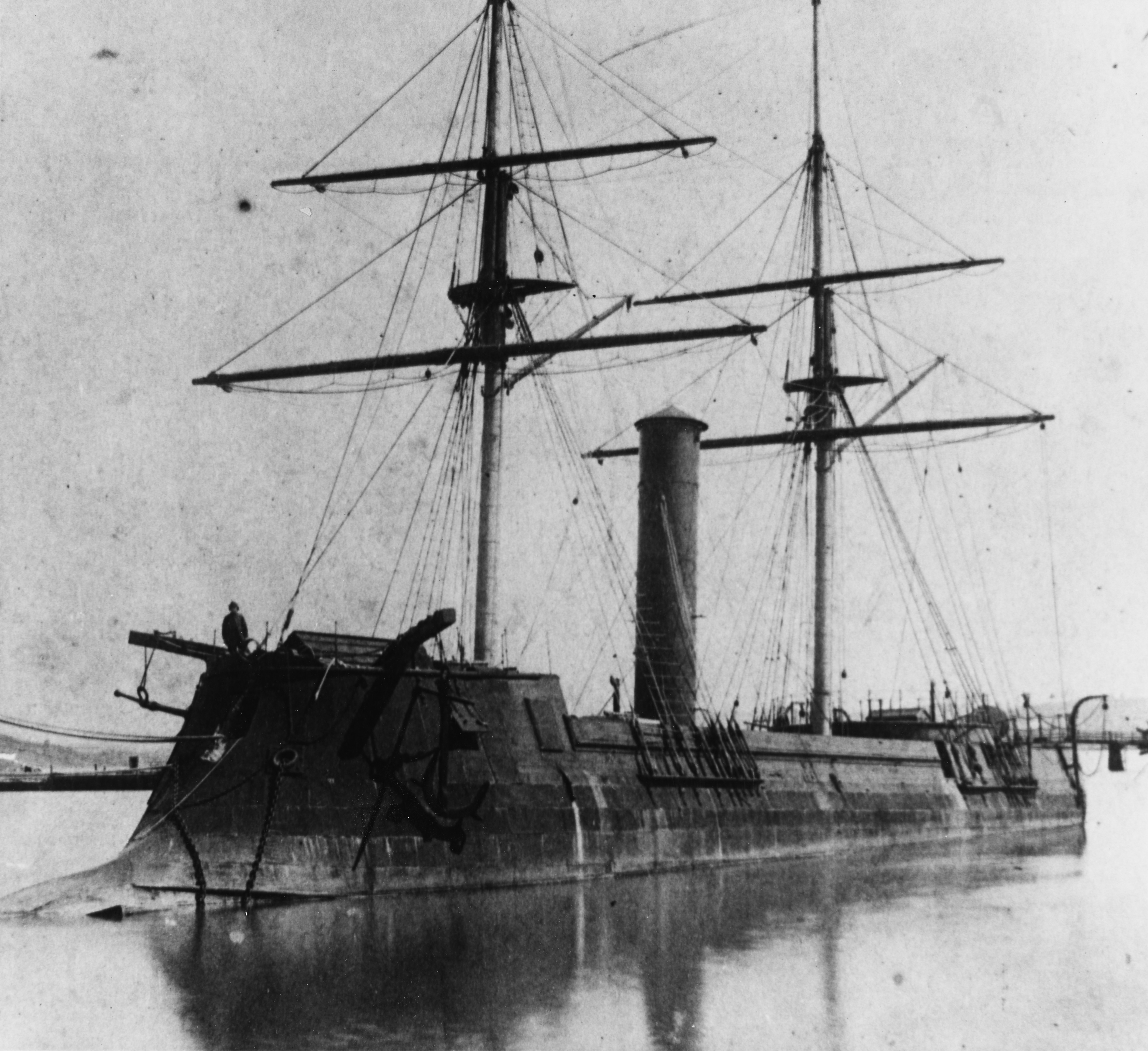
東艦(甲鉄艦)

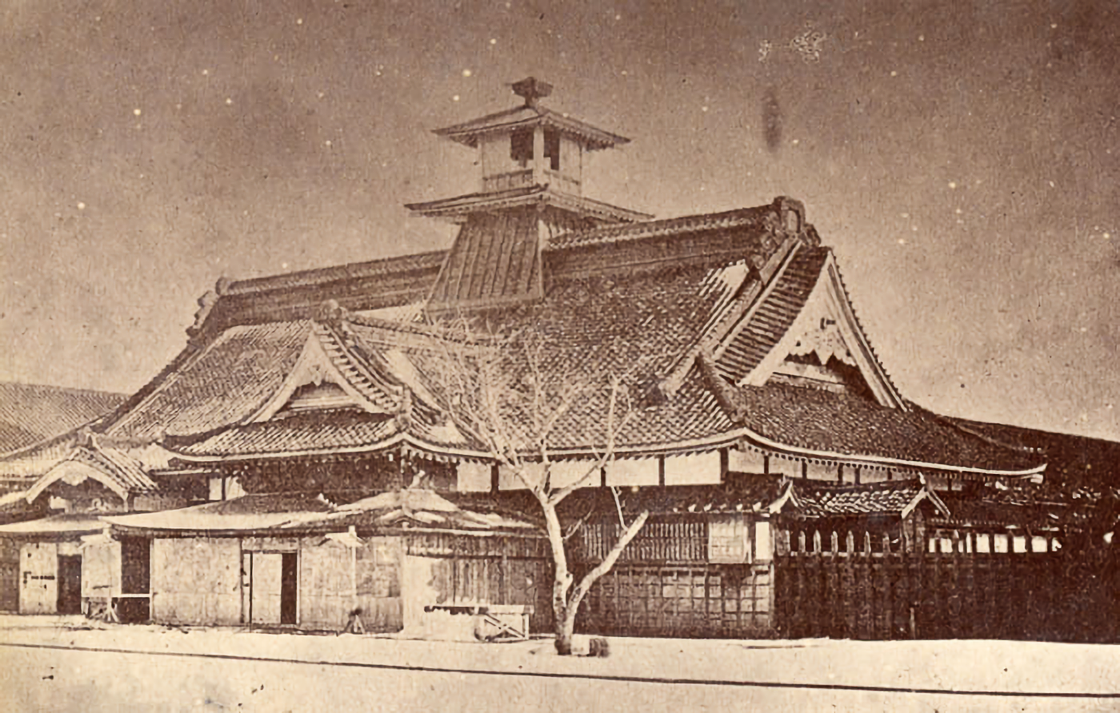
五稜郭本陣 （明治元年冬撮影）
新政府軍が箱館に迫ると、この本陣の鐘楼が艦砲射撃の標的となり、旧幕府軍では慌てて鐘楼を取り壊した。

## 戦後処理
函館戦争の最中である明治元年（1868年）11月、横浜で欧米列強に局外中立の解除を求める交渉が行われ、切り札として水戸藩主となっていた徳川昭武に徳川榎本軍の討伐を命じ（のち取り消し）、その出兵令の受諾書写しを各国代表に配布して榎本軍が脱走兵に過ぎないことを示した。約2か月にわたる列強諸国間の議論を経て、12月28日に条約各国により局外中立の解除が布告され、新政府が唯一の合法政権として国際的に認められた。
これに先立つ慶応4年5月24日、新政府は徳川慶喜に対し死一等を減じ、田安亀之助に徳川宗家を相続させ、駿府70万石を下賜することを発表した。
諸藩への主な戦功賞典および処分は以下の通り。
戦功賞典（永世禄）

- 10万石：島津久光父子（薩摩）、毛利敬親父子（長州）
- 4万石：山内豊信父子（土佐）
- 3万石：池田慶徳（鳥取）、戸田氏共（大垣）、大村純熈（大村）、島津忠寛（佐土原）、真田幸民（松代）
- 2万石：佐竹義堯（久保田）、藤堂高猷（津）、井伊直憲（彦根）、池田章政（岡山）、鍋島直大（佐賀）、毛利元敏（長府）、松前兼広（松前）
- 1万5千石：前田慶寧（金沢）、戸沢正実（新庄）、徳川慶勝父子（尾張）、浅野長勲（広島）、大関増勤（黒羽）
- 1万石：松平慶永父子（福井）、六郷政鑑（本荘）、榊原政敬（高田）、津軽承昭（弘前）、戸田忠恕父子（宇都宮）、黒田長知（福岡）、有馬頼咸（久留米）、秋元礼朝（館林）など

処分された藩
- 仙台藩 - 62万石から28万石へ、34万石の減封。藩主・伊達慶邦は死一等を減じられ謹慎。家老6名のうち2名が処刑、さらに2名が切腹させられた。
- 会津藩 - 23万石から陸奥斗南藩3万石に転封。藩主父子は江戸にて永禁固（のち解除）。家老1名が処刑された。
- 盛岡藩 - 20万石から旧仙台領の白石13万石に転封。家老1名が処刑された。
- 米沢藩 - 18万石から14万石に減封。
- 庄内藩 - 17万石から12万石に減封。
- 山形藩 - 近江国朝日山へ転封、朝日山藩を立藩。石高は5万石から変わらず、筆頭家老・水野元宣が責を一身に背負い処刑された。
- 二本松藩 - 10万石から5万石に減封。
- 棚倉藩 - 10万石から6万石に減封。
- 長岡藩 - 7万4千石から2万4千石に減封。すでに処刑されていた相当の家老2名は家名断絶とされた。
- 一関藩 - 3万石から2万7千石に減封。
- 上山藩 - 3万石から2万7千石に減封。
- 福島藩 - 3万石から三河国重原藩2万8千石へ転封。
- 亀田藩 - 2万石から1万8千石に減封。
- 天童藩 - 2万石から1万8千石に減封。
- 泉藩 - 2万石から1万8千石に減封。
- 湯長谷藩 - 1万5千石から1万4千石へ減封。
- 請西藩 - 1万石をすべて没収（戊辰戦争による唯一の除封改易）。藩重臣は死罪、藩主・林忠崇は投獄。後に赦免されるが士族扱いとなる。後年、旧藩士らの手弁当による叙勲運動により、養子が他の旧藩主より一段低い男爵に叙任された。

所領安堵となった藩
- 八戸藩 - 藩主・南部信順が島津氏からの養子ということもあり、沙汰無しになったと言われている。また、本家盛岡藩の久保田藩に対する戦闘には、遠野南部氏共々参加していない。陰で久保田藩と通じる文書を交わしていたことも明らかになっている。
- 村松藩 - 家老1名が処刑された。
- 村上藩 - 家老1名が処刑された。
- 磐城平藩 - 新政府に7万両を献納し、所領安堵となった。
- 相馬中村藩 - 新政府に1万両を献納し、所領安堵となった。
- 三春藩
- 新発田藩
- 三根山藩
- 黒川藩
- 下手渡藩 - 藩主・立花種恭が入京した後に、既に新政府に恭順していた事実を隠して列藩同盟に参加。後にその事実が発覚して下手渡の陣屋が仙台藩に攻撃されたため、旧領である筑後国三池に陣屋を戻して三池藩を立藩。石高は1万石から変わらず。

明治2年（1869年）5月、各藩主に代わる「反逆首謀者」として、仙台藩首席家老・但木成行、仙台藩江戸詰め家老・坂時秀、会津藩家老・萱野長修は東京で、盛岡藩家老・楢山佐渡は盛岡で、刎首刑に処された。続いて仙台藩家老の玉虫左太夫と若生文十郎が切腹させられた。しかし、仙台藩主戦派のイデオローグである思想家・大槻磐渓は死を免れた。仙台藩の伊達氏は、34万石の減封という全国の諸大名の中で最も過酷な処分を受けた。仙台藩は秩禄が減って困窮した家臣団を救うために、北海道への入植を行った。仙台藩は新政府と共に、後の道庁所在地である札幌市を開拓したほか、単独で伊達市などを開拓した。こうして仙台藩は、北海道開拓の歴史上に多大な功績を遺した。
会津藩と庄内藩については対照的な結果となった。会津藩は斗南3万石に転封となった。明治2年8月、当時若松県大参事だった岡谷繁実による猪苗代での会津藩5万石の再興の提言を受け、明治政府は明治2年9月11日に会津松平家を3万石で存続させることを許し、11月3日に封地を陸奥に決定した。斗南は元々盛岡藩時代より米農家以外は金・銭での納税が認められている土地で、実際に年貢として納められた米は7,310石だった。収容能力を超えて移住した旧藩士と家族は飢えと寒さで病死者が続出し、日本全国や日本国外に散る者もいた。
下北半島の郷土史家の笹沢魯羊は、転封地に関して新政府が斗南か猪苗代の選択肢を示し、会津藩内の議論の末、広沢安任の主張を採択して斗南を選択したと記述し、それが多くの書籍で引用されている。一方で野口信一は、猪苗代説の元史料の存在は認められず、議論は旧盛岡藩領への移住そのものに対する議論であると主張している。
庄内藩に対する処分は西郷隆盛らによって寛大に行われた。前庄内藩主・酒井忠篤らは西郷の遺訓『南洲翁遺訓』を編纂し、後の西南戦争では西郷軍に元庄内藩士が参加している。
奥羽越列藩同盟から新政府に恭順した久保田藩・弘前藩・三春藩などは功を労われ、明治2年（1869年）には一応の賞典禄が与えられた。しかし、いずれも新政府側からは同格と見なされず、戦費・戦災に見合うほどの恩恵を得られなかった。この仕置きを不満とした者の数は非常に多く、後に旧久保田藩領では反政府運動が、旧三春藩領では自由民権運動が活発化した。
箱館戦争が終結すると首謀者の榎本武揚・大鳥圭介・松平太郎らは東京辰の口に投獄されたが、黒田清隆らによる助命運動により、明治5年（1872年）1月に赦免された。その後、榎本武揚らは明治新政府に要請されて政府の要職に就いた。

## その他
- 薩摩藩兵の死者は7パーセント、他藩兵は3 - 5パーセント、最新鋭のスペンサー銃を装備していた佐賀藩の武雄兵は0.6パーセントとされる[30]。

## 編成

### 新政府軍

#### 薩軍
（総兵力 約8,000名）
- 本府隊
  - 小銃一番～十八番隊
  - 大砲一番〜四番隊
  - 臼砲隊
  - 一番～四番遊撃隊
  - 諸組遊撃一番隊
- 外城隊
  - 外城一番隊（高岡）
  - 外城二番隊（加世田・伊作）
  - 外城三番隊（市来）
  - 外城四番隊（出水）
  - 外城五番隊（国分）
  - 外城六番隊（川辺）
  - 外城番兵一〜六番隊
- 私領隊
  - 私領一番隊（都城）
  - 私領二番隊（鹿籠・知覧）
  - 私領三番隊（加治木）
  - 私領四番隊（宮之城）
  - 私領五番隊（岩川）
- 兵具方
  - 兵具方附士一〜三番隊
  - 兵具方一番～三番隊
- 大砲隊
  - 加治木砲隊（左右半隊）
  - 谷山桜島砲隊
  - 平佐垂水砲隊
- 外城・私領隊
  - 重都隊（重富・都城）
  - 吉部隊（財部・末吉）
  - 清日隊（清水・日当山）
  - 出水隊
  - 苗代川隊
  - 伊集院郡山隊
  - 高江水引隊
  - 隈之城串木野隊
  - 加世田指宿隊
  - 川辺山田阿多田布施隊
  - 頴娃隊
  - 垂水隊
  - 平佐隊
  - 帖佐隊
  - 喜入隊
  - 鹿屋小根占隊
- 本営
- 弾薬警衛
- 大小荷駄隊
- 機械方
- 輜重隊
- 軍艦
  - 春日艦
  - 乾行艦

## 戊辰戦争をテーマにした作品

### TVドラマ
- 燃ゆる白虎隊（1965年、TBS）
- 燃えよ剣（1970年、NETテレビ）
- 花神（1977年、NHK大河ドラマ）
- 獅子の時代（1980年、NHK大河ドラマ）
- 白虎隊（1986年、日本テレビ「年末時代劇スペシャル」）
- 田原坂（1987年、日本テレビ「年末時代劇スペシャル」）
- 五稜郭（1988年、日本テレビ「年末時代劇スペシャル」）
- 燃えよ剣（1990年、テレビ東京開局25周年記念 新春時代劇スペシャル）
- 翔ぶが如く（1990年、NHK大河ドラマ）
- 勝海舟（1990年、日本テレビ「年末時代劇スペシャル」）
- 新選組!（2004年、NHK大河ドラマ）
- 河井継之助 駆け抜けた蒼龍（2005年、日本テレビ「DRAMA COMPLEX」）
- 新選組!! 土方歳三 最期の一日（2006年、NHK正月時代劇）
- 白虎隊（2007年、テレビ朝日新春ドラマスペシャル）
- 篤姫（2008年、NHK大河ドラマ）
- 白虎隊〜敗れざる者たち（2013年、テレビ東京「新春ワイド時代劇」）
- 八重の桜（2013年、NHK大河ドラマ）
- 花燃ゆ（2015年、NHK大河ドラマ）
- 西郷どん（2018年、NHK大河ドラマ）

### 映画
- るろうに剣心（2012年 - 2021年、ワーナー・ブラザース映画）
- 峠 最後のサムライ（2022年、松竹、アスミック・エース）

### ゲーム
- 北海道共和国（アドテクノス）
- 明治維新（翔企画SSシリーズ）
- 函館1869（シックスアングルズ）
- 戊辰戦争（ゲームジャーナル）
- 上野戦争（ゲームジャーナル）
- 北越戦争（コマンドマガジン）
- 河井継之助最後の賭け（コマンドマガジン）
- 箱館戦争／箱館湾海戦（ウォーゲーム日本史）
- 志士の時代 幕末ボードゲーム（ウォーゲーム日本史）
- 会津戊辰戦争（ウォーゲーム日本史）
- 維新回天
- 維新の嵐シリーズ（コーエーテクモゲームス）
- 薄桜鬼シリーズ（オトメイト）
- トータルウォー:ショーグン2Fall of the Samurai (The Creative Assembly)